# Планетна номенклатура

Назви деяких деталей поверхні Місяця

Планетна номенклатура — система назв деталей рельєфу та деталей альбедо різних небесних тіл (планет, супутників та астероїдів). Дозволяє однозначно ідентифікувати такі деталі. Назви деталей більшості типів складаються з власного імені та родового терміна[⇨]. Регулюванням їх надання займається Міжнародний астрономічний союз (МАС) з початку свого існування в 1919 році.
Зазвичай назви деталей поверхні небесних тіл пов'язані з іменем, історією відкриття або якимись особливостями цих тіл.

## Історія
Першим небесним тілом, для якого з'явилися назви деталей поверхні, став Місяць. Крім того, за наземними спостереженнями здавна складали карти Марса та Меркурія. Для них домогтися гарної детальності було неможливо, і на цих картах фігурували лише світлі та темні області невідомої тоді природи — деталі альбедо. Можливість закартувати деталі рельєфу з'явилася лише після того, як ці планети було відзнято зблизька космічними апаратами. Зараз для Марса та Меркурія паралельно існують дві системи найменувань, затверджені МАС: для деталей альбедо та для деталей рельєфу. У випадку Марса друга система значною мірою заснована на першій.
Основи сучасної номенклатури деталей поверхні Місяця заклали Джованні Річчолі, Міхаель ван Лангрен та Ян Гевелій у середині XVII століття, деталей альбедо Марса — Джованні Скіапареллі наприкінці XIX століття, а деталей альбедо Меркурія — Ежен Антоніаді на початку XX. Їхні наступники робили велику роботу зі складання карт, але мало дбали про узгодження дій один з одним. У результаті на початку XX століття місячна номенклатура стала досить об'ємною та хаотичною: багато об'єктів мали по кілька назв. Для деталей альбедо Марса така проблема постала через півстоліття.
Першим міжнародним органом, що займався впорядкуванням планетної номенклатури, став заснований 1907 року комітет з місячних найменувань. 1919 року був заснований Міжнародний астрономічний союз, куди цей комітет увійшов під назвою Комісії 17. Крім того, починаючи з 1952 року в складі МАС існували, змінюючи один одного, підкомісія, два комітети та робоча група з марсіанської номенклатури. Вони впорядкували номенклатуру деталей альбедо Марса та займалися найменуванням деталей його рельєфу. 1973 року (зважаючи на швидкий прогрес досліджень різних небесних тіл) МАС реорганізував ці органи. Було створено Робочу групу з номенклатури планетної системи (англ. WGPSN), що займається найменуванням деталей на поверхнях небесних тіл Сонячної системи. При цій Робочій групі діють 6 спеціалізованих підгруп з декількох експертів кожна. Це підгрупи з номенклатури деталей поверхні Місяця, Меркурія, Венери, Марса, тіл зовнішньої Сонячної системи та (з 1984 року) астероїдів з кометами.
Перший каталог місячних найменувань, затверджений МАС, вийшов 1935 року. Офіційна номенклатура деталей альбедо Марса та Меркурія була прийнята в 1958 і 1976 роках відповідно (і з того часу майже не змінювалася), а перші назви деталей їх рельєфу з'явилися в 1967 і 1976 відповідно. У 1970 році завдяки появі знімків зворотного боку Місяця МАС затвердив більше назв, ніж було до того на всіх небесних тілах, разом узятих. Планетна номенклатура розрослася до 1,5 тисячі назв, майже всі з яких були місячними. Незабаром космічні апарати відзняли більшу частину поверхні Венери та Марса, майже половину поверхні Меркурія та частину поверхні деяких супутників планет-гігантів. Унаслідок цього за наступні 10 років (до 1980 року) кількість назв знову подвоїлася і досягла 3200. До 1990 року вона зросла майже до 4500, а до 2000 — до 6500.
Станом на 2018 рік назви, затверджені МАС, мають понад 15 000 деталей поверхні 42 небесних тіл. Це Меркурій, Венера, Марс, 10 астероїдів, Місяць, обидва супутника Марса, 6 супутників Юпітера, 11 супутників Сатурна, 6 супутників Урана, 2 супутника Нептуна і Плутон. Близько 59% назв припадає на об'єкти Місяця, 13% — Венери, 12% — Марса, 3% — Меркурія і 1,5% — Іо. 80% усіх назв належить кратерам.

## Затвердження назв
Назви деталей поверхні небесних тіл (а також теми назв для нещодавно відзнятих тіл) пропонують малі робочі групи при WGPSN. Вони можуть розглядати і ідеї від сторонніх осіб (для подання яких на сайті WGPSN є спеціальна форма). Запропоновані назви проходять два етапи обговорення (по 10 днів кожний): спочатку в малій групі, потім — у WGPSN (яка складається з голів малих груп і деяких інших науковців). У разі затвердження назви вона вважається офіційно прийнятим міжнародним ім'ям та розміщується на офіційному сайті WGPSN. Там для кожного найменованого об'єкта наведено інформацію про походження назви, рік її затвердження, деякі характеристики цього об'єкта (в тому числі координати центру та максимальний розмір) та (іноді) карта. Для кожного небесного тіла, де є найменовані деталі поверхні, на цьому сайті є карта (або набір карт) із зазначенням усіх цих назв у міжнародному (латинському) написанні.

## Правила МАС
МАС затверджує назви, керуючись різними правилами, прийнятими за час існування Союзу:
1. Номенклатура є інструментом, і головна задача — зробити його простим, ясним та недвозначним.
2. Зазвичай офіційні назви не дають деталям розміром менше 100 метрів, окрім випадків, коли такі деталі становлять винятковий науковий інтерес.
3. Кількість найменованих деталей поверхні на кожному небесному тілі не повинна бути надмірною. Назви дають лише тим об'єктам, які становлять науковий інтерес або найменування яких корисне для наукових та картографічних цілей.
4. Слід уникати повторення одного і того ж імені для деталей поверхні різних небесних тіл, а також уникати однакових найменувань для супутників та астероїдів. Називати новий об'єкт ім'ям, вже використаним для якогось іншого, можна лише в разі особливої доречності цього імені та за умови низької ймовірності плутанини[20]. Але до того, як МАС ухвалив це правило, він встиг затвердити десятки назв, що повторюються на Місяці та Марсі[4].
5. Власні назви повинні бути наведені мовою їх першоджерела. Мають бути надані їх транслітерації для різних алфавітів, але не переклади[20]. Фактично МАС транслітерацій не надає[21].
6. Там, де це можливо, треба продовжувати теми прийнятих раніше назв.
7. Вибір назв для об'єктів Сонячної системи повинен бути міжнародним — назви вибираються з різних мов. МАС розглядає рекомендації національних комітетів, але остаточне рішення залишає за собою. Його Робоча група з номенклатури планетної системи (WGPSN), де це доречно, рішуче підтримує неупереджений вибір назв, пов'язаних з різними етнічними групами і країнами, а також імен різної статі, але дозволяє підвищений відсоток назв, пов'язаних з однією країною, на картах районів посадки космічних апаратів.
8. Заборонено використовувати імена, пов'язані з політикою, релігією або військовою діяльністю, за винятком імен політичних діячів до XIX століття. Мова йде про релігії, що мають велику популярність на сьогоднішній день, оскільки імена богів з інших релігій використовують дуже часто.
9. Увічнення людей у назвах позаземних об'єктів не повинне бути самоціллю. Воно практикується для людей з високою та міцною міжнародною репутацією, але не раніше, ніж через 3 роки після їх смерті[20]. Як виняток, 1970 року 12 місячних кратерів було прижиттєво названо на честь шести радянських космонавтів та шести американських астронавтів[9][22].
10. За наявності кількох варіантів написання імені вибирають той, якому надавав перевагу сам його носій, або той, що фігурує в авторитетному джерелі. Діакритичні знаки є необхідною частиною назви та обов'язково повинні використовуватися.
11. Назви супутників (а також кілець планет та щілин в них) спільно вибирають WGPSN і комісія № 20 МАС («Положення та рухи малих планет, комет та супутників»). Нові супутники можуть бути названі лише після того, як для них будуть достатньо точно визначені елементи орбіти або отримані зображення деталей поверхні.
12. Назви повинні походити з доступних та авторитетних джерел (в тому числі інтернет-джерел). Вікіпедія до прийнятних джерел не належить, але може бути корисною для їх пошуку.

Крім цих загальних правил, кожна робоча група розробляє додаткові правила, щоб створити цікаву та змістовну систему назв для кожного планетного тіла.

## Угоди про найменування
Назви деталей поверхні зазвичай містять родовий термін, який вказує на тип даної деталі. Це правило має певні винятки (див. нижче[⇨]).
У більшості випадків правила найменування деталей поверхні не залежить від їх розміру. Винятком є лише долини (лат. valles) Марса та Венери та кратери Місяця, Марса та Венери: в залежності від їх розміру їм дають імена об'єктів з різних категорій. Наприклад, коротким долинам Марса дають імена земних річок, а довгим — назви Марса різними мовами; коротким долинам Венери — імена річкових богинь, а довгим — назви Венери різними мовами.
Щоб уможливити ідентифікацію на картах дуже маленьких об'єктів за їх координатами, ці координати мають бути визначеними з дуже високою точністю. Буває, що її ще не досягнуто, але це не є перешкодою для найменування таких об'єктів. Щоб забезпечити можливість їх ідентифікації, МАС публікує у своєму виданні IAU Transactions карти або схеми розташування таких об'єктів.
Кільця планет та щілини в цих кільцях отримують імена науковців, які вперше їх спостерігали та досліджували (а також літерні та чисельні позначення). Офіційної номенклатури різних атмосферних утворень ще не існує, її створення планується в майбутньому.
Межі багатьох великих деталей поверхні, таких як землі (лат. terrae), області (regiones), рівнини (planitiae) та плато (plana) є розмитими. Координати таких деталей вказуються за приблизно (умовно) обраною центральною точкою. Межі цих ділянок можуть бути уточнені за даними майбутніх місій.
Науковці, що працюють з космічними апаратами, часто дають неофіційні назви різним маленьким об'єктам (місцям посадки, каменям, пагорбам тощо). МАС не дає таким назвам офіційного статусу — крім випадків, передбачених правилом 2 вище. У разі винятків ці назви мають відповідати всім звичайним правилам і взяті з відповідних категорій.

## Структура міжнародних назв
Міжнародні (затверджені МАС у латинському написанні) назви деталей поверхні, як правило, складаються з власного імені та родового терміна. Цей термін характеризує тип даної деталі (наприклад, «каньйон», «гора», «долина») і є невід'ємною частиною назв деталей більшості типів. Він дає можливість розрізнити об'єкти з однаковим власним ім'ям. Наприклад, є 11 об'єктів, що носять ім'я Прометея — зокрема, каньйон і гора на Марсі (Promethei Chasma та Promethei Mons), столова гора та вулкан на Іо (Prometheus Mensa та Prometheus).
Власне ім'я зазвичай стоїть у назві на першому місці, а родовий термін — на другому (наприклад, Noctis Labyrinthus). І те, і інше пишеться з великої літери (ці правила стосуються лише міжнародних назв). Усі родові терміни взято з латинської мови, а власні назви — з багатьох мов народів світу. Для власних назв, що не мають тісного зв'язку з певною мовою, використано в деяких випадках латинський варіант (наприклад, для гірських хребтів Місяця), а в деяких — англійський (наприклад, для кратерів астероїда Штейнс, що носять назви цінних каменів, та для деяких деталей поверхні Іо, що носять назви земних місцевостей).

## Родові терміни
При виборі родових термінів МАС керувався тим, що вони повинні описувати лише зовнішній вигляд об'єкту і нічого не казати про його походження. Наприклад, у назвах можуть фігурувати слова «гора», «купол» або «пагорб», але не «вулкан». Таким чином, родові терміни не є термінами планетної геології, хоча деякі з них стали загальноприйнятими і в геологічних описах, наприклад, венеріанські вінці (корони, coronae). Перелік родових термінів, використовуваних у назвах деталей рельєфу, не є класифікацією геологічних структур.
Об'єкти деяких типів не мають у своїй назві родового терміна:
- кратери;
- еруптивні центри[26][27] та плюми[28] (наявні на Іо та Тритоні відповідно). Це пов'язано з ефемерністю, недовговічністю цих об'єктів[20];
- великі кільцеві деталі (наявні на Європі, Каллісто та Титані)[29];
- невеликі деталі рельєфу Місяця, що одержали назву в зв'язку з посадкою біля них космічних кораблів[30];
- багато деталей альбедо, в основному світлих. Назви темних деталей альбедо родовий термін найчастіше мають: на Меркурії використовується слово Solitudo («Пустеля»)[7][15]), а на Марсі — Mare («Море»), Sinus («Затока»), Fretum («Протока»), Lacus («Озеро»), Palus («Болото»), Fons («Джерело») та деякі інші[16][6].

Нижче наведено список типів деталей поверхні небесних тіл, що розрізняються в планетній номенклатурі. Терміни, що не входять до складу назв, наведено англійською мовою і виділено світлішим кольором; усі інші терміни є латинськими. Інформацію наведено станом на січень 2018 року.
| Міжнародна назва (в дужках — множина) | Приблизний переклад                                                                                        | Характеристика | Примітка |
| ------------------------------------- | --- | --- | --- |
| Albedo feature                        | деталь альбедо                                                                                             | Ділянка, що відрізняється від оточуючих своїм альбедо.                                                                                            | Затверджено 32 назви деталей альбедо на Меркурії, 126 — на Марсі, 13 — на Титані і одну (Reiner Gamma) — на Місяці. До складу назв цей термін не входить. |
| Arcus (Arcūs)                         | дуга | Дугоподібно вигнута деталь. | Єдиний приклад — Hotei Arcus на Титані. |
| Astrum (Astra)                        | астра | Радіальна структура на Венері. | Назв із цим терміном поки немає. |
| Catena (Catenae)                      | ланцюжок                                                                                                   | Кілька кратерів, розташованих в одну лінію. | Є 71 назва на 11 небесних тілах. |
| Cavus (Cavi)                          | котловина                                                                                                  | Поглиблення неправильної форми з крутими краями. Зазвичай розташовані групами.                                                                    | Названі так об'єкти є на Марсі (27), Тритоні (10) та Плутоні (1). |
| Chaos (Chaoses)                       | хаос | Ділянка з характерним хаотичним рельєфом. | Назви з цим терміном є на Марсі (29) та Європі (5). |
| Chasma (Chasmata)                     | каньйон | Глибока лінійна западина з крутими схилами. | Названі так об'єкти (загальним числом 119) є на Марсі, Венері та декількох супутниках. |
| Collis (Colles)                       | пагорб | Невеликий пагорб. | Виділяються на Венері, Марсі та Титані (всі існуючі назви у множині — Colles), загальна кількість — 44. |
| Corona (Coronae)                      | вінець (рос. венец), корона                                                                                | Кільцева або овальна деталь. | Термін зараз використовується для об'єктів Венери (341) та Міранди (3). Ймовірно, природа цих деталей у них різна. |
| Crater                                | кратер | Округла западина. | Кратери (разом із супутніми) складають 80% усіх найменованих деталей поверхні небесних тіл. Окрім того, деякі об'єкти аналогічного походження фігурують у номенклатурі як патери, рівнини та великі кільцеві деталі. Найменовані кратери є на всіх небесних тілах, де взагалі є найменовані деталі поверхні, за винятком Іо. До складу назв цей термін не входить. |
| Dorsum (Dorsa)                        | гряда | Витягнуте підняття. | Виділено більше 180 гряд (на Меркурії, Венері, Марсі, кількох супутниках та астероїдах). |
| Eruptive center                       | еруптивний центр                                                                                           | Активний вулканічний центр на Іо. | Назви мають 12 таких об'єктів. До складу назв цей термін не входить. |
| Facula (Faculae)                      | факула | Світла пляма. | Виділено на Церері (2), Амальтеї (2), Ганімеді (13), Каллісто (1) та Титані (14). |
| Farrum (Farra)                        | купол (як і для Tholus), фарра                                                                             | Кругла низька (схожа на млинець) височина. | Від Tholus, який теж може бути передано як купол, відрізняється більш плоскою вершиною та більш крутими схилами. Є лише на Венері; назви отримали 9 таких об'єктів та їх груп. |
| Flexus (Flexūs)                       | звивина | Дуже низька криволінійна фестончаста в плані гряда.                                                                                               | Є 5 назв із цим терміном, усі на Європі. |
| Fluctus (Fluctūs)                     | потік | Ділянка з характерними обрисами у вигляді потоків.                                                                                                | Найбільше назв із цим терміном на Венері. Крім того, є на Іо, Титані та Марсі. |
| Flumen (Flumina)                      | канал, русло                                                                                               | Русло на Титані, яким може текти рідина. | Названо 7 таких об'єктів. |
| Fossa (Fossae)                        | борозна (як і для Rima)                                                                                    | Довга вузька западина. | Пряма або вигнута (але не звивиста). Термін «борозна» може стосуватися і лат. Fossa, і Rima. Назви з терміном Rima зараз є лише на Місяці та Лютеції, а Fossa — лише поза Місяцем. |
| Fretum (Freta)                        | протока | Протока — вкрита рідиною ділянка, що сполучає дві більші; на Марсі — темна деталь альбедо.                                                        | Використовується для чотирьох вуглеводневих проток Титана та двох деталей альбедо Марса. |
| Insula (Insulae)                      | острів | Ділянка поверхні, оточена рідиною. | Поки використовується лише на Титані, де названо 10 островів та їх груп. |
| Labes (Labēs)                         | зсув | Зсув. | Назви з цим терміном є на Марсі (7) та Лютеції (3). |
| Labyrinthus (Labyrinthi)              | лабіринт                                                                                                   | Комплекс долин або гряд, що перетинаються. | Назви мають 6 лабіринтів на Марсі, 24 на Титані та 1 на Венері. |
| Lacuna (Lacunae)                      | лакуна | Западина неправильної форми на Титані, що виглядає як висохле озеро.                                                                              | Найменовано 11 таких об'єктів. |
| Lacus (Lacūs)                         | озеро | Невелика рівнина; на Титані — невелика радарно-темна ділянка з різкими межами.                                                                    | Невелика темна рівнина на Місяці (20 штук) або невелика ділянка з рідкою поверхнею на Титані (80). Також термін використовується в номенклатурі деталей альбедо Марса для невеликих темних ділянок (8 штук). |
| Landing site name                     | назва місця посадки, назва в районі посадки                                                                | Деталі місячного рельєфу поблизу місць посадки кораблів «Аполлон».                                                                                | Найменовано 79 таких об'єктів. До складу назв цей термін не входить. |
| Large ringed feature                  | велике кільцеве утворення, велика кільцева деталь                                                          | Кільцева деталь неясного походження. | Є 2 назви на Європі, 4 на Каллісто і 4 на Титані. До складу назв цей термін не входить. |
| Lenticula (Lenticulae)                | лентикула                                                                                                  | Невеликі темні плями на Європі. | Назв із цим терміном поки немає. |
| Linea (Lineae)                        | лінія | Темна або світла видовжена деталь, пряма або вигнута.                                                                                             | Назви з цим терміном є на Венері (22), Європі (45) та Реї (2). |
| Lingula (Lingulae)                    | лінгула (дослівно — «язичок»)                                                                              | Округлий язикоподібний виступ плато. | Є 5 найменованих лінгул; усі на Марсі. |
| Macula (Maculae)                      | макула, пляма (дослівно — «пляма»)                                                                         | Темна пляма, може бути неправильної форми. | Названі так об'єкти є на Марсі (1), Європі (5), Титані (7) та Тритоні (7). |
| Mare (Maria)                          | море | На Місяці — велика темна рівнина, на Марсі — велика темна деталь альбедо, на Титані — велика радарно-темна ділянка, вкрита вуглеводневою рідиною. | На Місяці розрізняють 22 моря, на Марсі — 10, на Титані — 3. |
| Mensa (Mensae)                        | столова гора                                                                                               | Гора з плоскою вершиною та урвищами по краях. | Є 35 таких назв на Марсі та 9 на Іо. |
| Mons (Montes)                         | гора, для Місяця (іноді) — пік                                                                             | Гора. | Є більш 250 найменованих гір на різноманітних небесних тілах. |
| Oceanus (Oceani)                      | океан | Дуже велика темна рівнина на Місяці. | Єдиний приклад — Океан Бур. |
| Palus (Paludes)                       | болото | Невелика рівнина. | Названі так об'єкти є на Місяці (3) та на Марсі (4, в тому числі 1 — у номенклатурі деталей альбедо). |
| Patera (Paterae)                      | патера | Кратер неправильної форми чи складний кратер з нерівними краями.                                                                                  | Найбільше найменованих патер на Іо (144) та Венері (73). Крім того, є на Марсі (27), Тритоні (5) та Титані (1). |
| Planitia (Planitiae)                  | рівнина | Рівнинна низовина. | Назви з цим терміном є на 11 небесних тілах; найбільше — на Венері (41). |
| Planum (Plana)                        | плато | Плато, високо розташована рівнина. | Найбільше назв із цим терміном на Марсі (32); також є на Венері (4), Іо (8) та Тритоні (3). |
| Plume                                 | плюм, шлейф                                                                                                | Кріовулкан на Тритоні. | Назву мають лише два такі об'єкти: Hili та Mahilani. До складу назв цей термін не входить. |
| Promontorium (Promontoria)            | мис | Виступаюча частина високої місцевості («материка»).                                                                                               | Є 9 найменованих мисів, усі на Місяці. |
| Regio (Regiones)                      | область, регіон                                                                                            | Простора територія, що відрізняється від суміжних своїм альбедо або кольором, або інший великий географічний регіон.                              | Названо більше 100 областей на різноманітних небесних тілах. |
| Reticulum (Reticula)                  | ретикула, полігон                                                                                          | Сітчаста деталь на Венері. | Назв із цим терміном поки немає. |
| Rima (Rimae)                          | борозна (для менш крутобоких), тріщина (для більш крутобоких). Словом «борозна» може передаватися і Fossa. | Тріщина. | Довге вузьке неглибоке лінійне заглиблення. Більш вузьке, ніж долина (Vallis), і приблизно однакової ширини по всій довжині. Назви з терміном Rima є лише на Місяці та Лютеції. |
| Rupes (Rupēs)                         | уступ | Уступ, урвище. | Найменовані уступи (загальним числом 82) є на 10 небесних тілах (найбільше — на Марсі та Меркурії). |
| Satellite feature                     | деталь-супутник, сателітна деталь                                                                          | Кратер на Місяці, назва якого складається з назви сусіднього найменованого кратера з додаванням великої латинської літери.                        | Приклади — Тихо A, Тихо B, Тихо C тощо. До складу назв цей термін не входить. |
| Scopulus (Scopuli)                    | щабель, сходина (рос. ступень)                                                                             | Складний уступ лопатеподібної або неправильної форми.                                                                                             | Названо 13 таких об'єктів; усі на Марсі. |
| Serpens (Serpentes)                   | (дослівно — «змія»)                                                                                        | Звивиста лінійна деталь, яка складається з ділянок позитивного та негативного рельєфу, що чергуються.                                             | Єдиний приклад — Aeolis Serpens на Марсі. |
| Sinus (Sinūs)                         | затока | Невелика рівнина. На Титані — справжня затока у вуглеводневій «водоймі».                                                                          | На Місяці найменовано 11 заток. У подібному сенсі термін використовується і в номенклатурі деталей альбедо Марса (невелика темна ділянка, що вдається в світлу область; таких названо 7 штук). На Титані названо 21 затоку. |
| Sulcus (Sulci)                        | рілля (виоране поле), зморшка, складка, вибоїна (рос. рытвины, завжди в множині)                           | Ділянка, де чергуються приблизно паралельні борозни та гряди.                                                                                     | Об'єкти, що позначаються терміном в однині (Sulcus) та множині (Sulci), відрізняються лише розміром. Назви з цим терміном є на Марсі, Ганімеді, Енцеладі, Міранді та Тритоні. |
| Terra (Terrae)                        | земля | Простора височина. | Названі так об'єкти (загальним числом 23) є на Венері, Марсі, Весті, Титані, Япеті та Плутоні. |
| Tessera (Tesserae)                    | тессера | Поверхня з полігональною структурою, схожою на черепицю або на малюнок паркету («ялинку»).                                                        | Названі так об'єкти є лише на Венері (всього 63). |
| Tholus (Tholi)                        | купол (як і для Farrum)                                                                                    | Невелика куполоподібна (з більш-менш округлою вершиною) гора або пагорб.                                                                          | Від Farrum, що теж може передаватися як «купол», відрізняється менш плоскою вершиною і менш крутими схилами. Названі так об'єкти є на Венері (57), Марсі (22), Церері (7), Іо (3) та Весті (3). |
| Unda (Undae)                          | хвиля, дюна                                                                                                | Поля дюн. | Термін зараз використовується лише у множині — Undae (хвилі, дюни). Затверджено 12 таких назв: 6 на Марсі, 5 на Титані та 2 на Венері. |
| Vallis (Valles)                       | долина | Долина. | Найменовані долини є на Меркурії, Венері, Місяці, Марсі, Іо та Аріелі. |
| Vastitas (Vastitates)                 | велика рівнина                                                                                             | Дуже велика рівнина. | Єдиний приклад — Велика Північна рівнина (лат. Vastitas Borealis) на Марсі. |
| Virga (Virgae)                        | смуга | Смуга, що відрізняється своїм відтінком від навколишньої місцевості.                                                                              | Назви мають 8 таких об'єктів (усі на Титані). |

## Національні назви
Міжнародний астрономічний союз затверджує лише міжнародні назви — у латинському написанні та з латинськими родовими термінами. Але існують адаптації планетної номенклатури до різних сучасних мов. Першою з таких виникла російська номенклатура, для регуляції якої було створено Комісію з космічної топоніміки АН СРСР, а згодом — аналогічну комісію РАН. У 21-му столітті почали створюватися інші національні системи назв, серед яких досить розвиненими є китайська та угорська.
При адаптації міжнародних назв до названих мов використовують і переклад, і транскрипцію, і транслітерацію. Родові терміни, як правило, перекладають, а для власних назв використовують усталену в даній мові назву її епоніма або транскрипцію латинської назви. Для російських назв є характерним переставляння родових термінів на перше місце та написання їх з маленької літери, а власні назви, епонімами яких є живі істоти (реальні або міфічні), ставляться в родовий відмінок (наприклад, Snegurochka Planitia — «равнина Снегурочки»).

## Номенклатура для окремих небесних тіл

### Меркурій

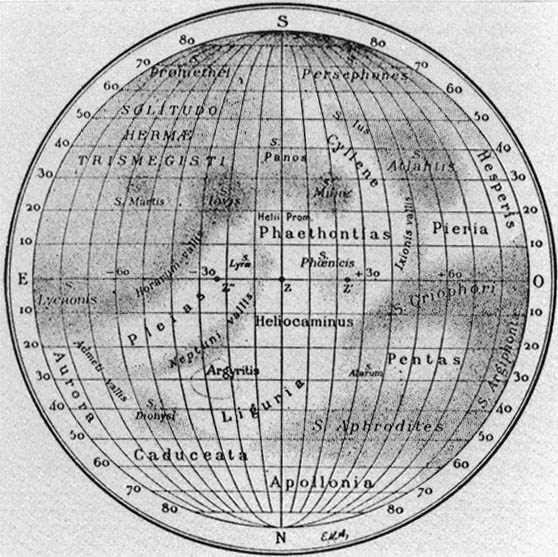
Карта деталей альбедо Меркурія, складена Еженом Антоніаді

Для поверхні Меркурія існують дві системи назв, затверджені МАС: для деталей альбедо та для деталей рельєфу. Перші спостерігалися з Землі здавна, а другі вперше відзняв космічний апарат «Марінер-10» 1974 року. Номенклатура перших базується на назвах, запропонованих у 1934 році Еженом Антоніаді, а номенклатура других була розроблена незалежно. Перша була затверджена МАС у 1976 році і з тих пір не змінювалася, а друга розвивається досі.
Одна з найбільш своєрідних форм рельєфу Меркурія — звивисті урвища довжиною в сотні кілометрів та висотою до 2–3 км. Їх появу пов'язують із стисненням надр планети. Такі об'єкти називають уступами (лат. Rupes). Їм дають назви кораблів видатних дослідників та першопрохідців, оскільки в античній міфології Меркурій був покровителем мандрівників. Наприклад, уступ Санта-Марія (лат. Santa María Rupes) отримав ім'я корабля Колумба, на якому він відкрив Америку.
Кратери Меркурія за пропозицією Карла Сагана отримують імена діячів мистецтв — письменників, художників, скульпторів, музикантів та інших. Це пов'язано з тим, що для кратерів Місяця та Марса використовуються імена науковців. Для об'єктивності вибору найменування на Меркурії дають не тільки посмертно, а лише через 50 років після того, як ця людина стала визнаним авторитетом у своїй галузі. Розмір кратера, названого іменем особистості, приблизно відповідає її внеску в світову культуру, хоча такі оцінки завжди деякою мірою спірні. Крім того, навіть великий кратер може отримати назву досить пізно, коли всі гучні імена вже «розібрано». Назви дають кратерам діаметром більше 100 км і найбільш примітним з менших, наприклад, тим, що мають систему світлих променів або інші особливості. Найбільші кратери (діаметром більше 300 км) мають такі імена (в порядку зменшення діаметра): Рембрандт, Бетховен, Санаї, Анейрін, Достоєвський, Шекспір, Толстой, Рафаель, Гомер, Гете, Рахманінов. За іменами характерних кратерів називають періоди геологічної історії планети. Наприклад, за кратером Толстой названо толстовський період, у якому утворилася більшість кратерів Меркурія.
| Категорія об'єктів  | Список на сайті МАС | Епоніми |
| ------------------- | ------------------- | --- |
| Catenae (ланцюжки)  | список              | Радіообсерваторії. На 2018 рік назви мають лише 3 ланцюжки; всі перейменовані з долин.                                                                                               |
| Crateres (кратери)  | список              | Видатні діячі мистецтва, визнані значущими для історії не менше 50 років тому. |
| Dorsa (гряди)       | список              | Астрономи, що зробили внесок у дослідження планети. |
| Fossae (борозни)    | список              | Видатні твори архітектури. Єдиний поки що приклад — Pantheon Fossae. |
| Montes (гори)       | список              | Слово «спека» різними мовами. Поки на Меркурії названо лише одну гірську систему: гори Спеки (лат. Caloris Montes), від латинського слова «спека».                                   |
| Planitiae (рівнини) | список              | Назви планети Меркурій різними мовами та імена схожих на Меркурія богів з різних міфологій. Є два винятки: Північна рівнина (Borealis Planitia) та рівнина Спеки (Caloris Planitia). |
| Rupēs (уступи)      | список              | Кораблі дослідницьких експедицій. |
| Valles (долини)     | список              | Покинуті стародавні поселення. 2013 року було названо 5 нових об'єктів, а всі 4 назви долин, ухвалені раніше, скасовано (3 перейменовані на ланцюжки, а одну більше не виділяють).   |

### Венера

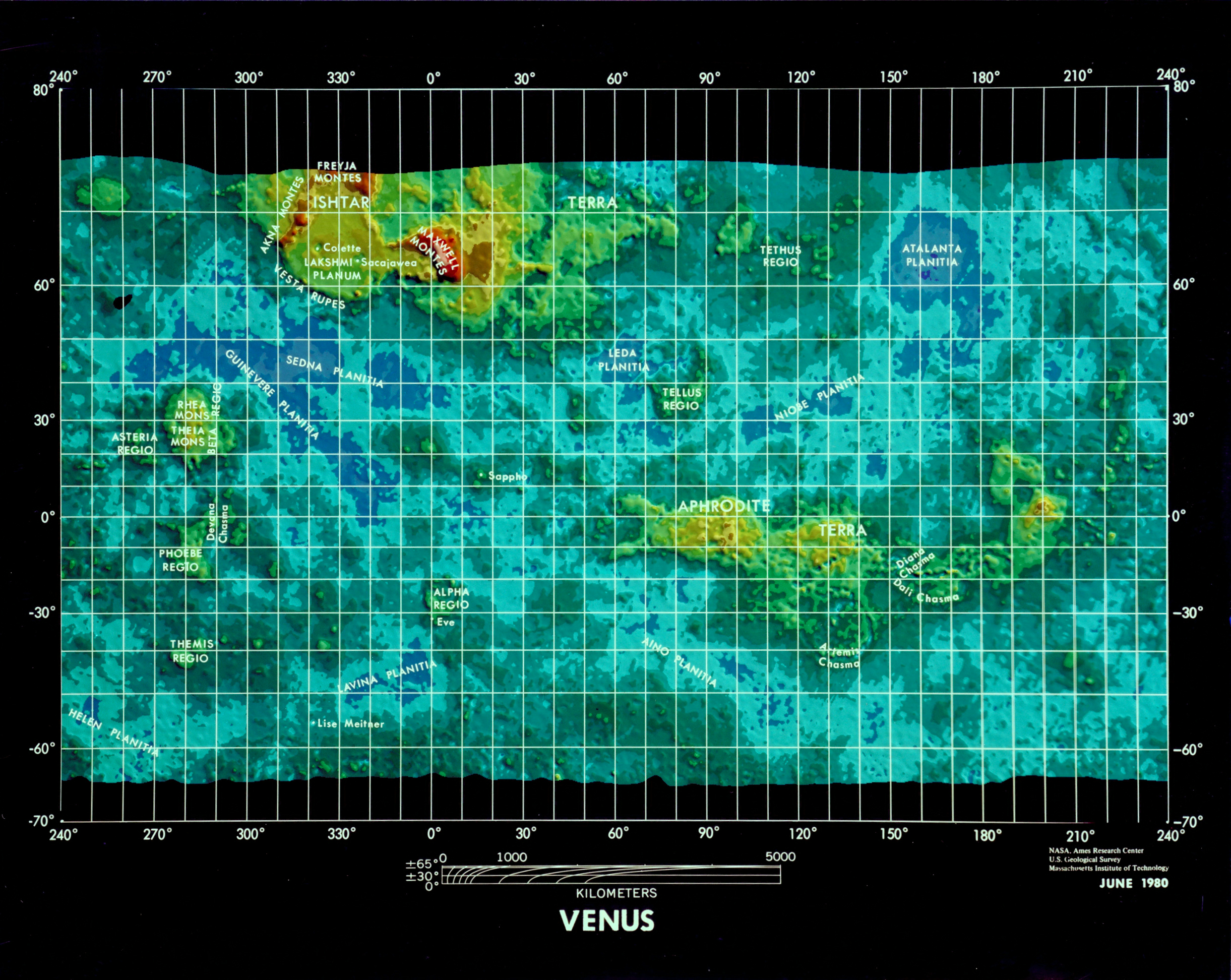
Карта Венери, складена за даними зонда «Піонер-Венера-1»

Станом на 2018 рік на Венеру припадає 13% назв деталей поверхні небесних тіл. Це майже 2000 найменувань, частина яких взята з міфів майже 200 етнічних груп. Оскільки Венера — єдина планета з жіночим ім'ям, МАС дає деталям її поверхні лише жіночі імена. Виняток становлять три об'єкти, що були названі ще до прийняття цього правила: область Альфа, область Бета і гори Максвелла (названі на честь Джеймса Максвелла). Деталі з позитивним рельєфом (землі, плато, вінці, тессери, гори та гряди) називають іменами богинь — наприклад, є земля Афродіти, плато Лакшмі, гори Фрейї. Об'єкти, розташовані на низьких ділянках, отримують імена героїнь міфів та казок: рівнина Снігуроньки, каньйон Баби-яги, борозни Перуниці.
Одні з найбільш своєрідних деталей рельєфу Венери отримали назви вінців чи корон (лат. corona, мн. coronae). Це кільцеподібні височини діаметром в сотні кілометрів, у центрі яких знаходиться рівна ділянка, а по краях — застиглі потоки лави. Лава, що колись вилилася з сотень вінців, зараз вкриває майже 80% поверхні Венери, і вінці найчастіше називають іменами богинь, пов'язаних з родючістю та землею. Є, наприклад, вінець Геї, Деметри, Помони, Масниці.
На честь реальних жінок на Венері називають кратери та патери. Кратерам з діаметром більш 20 км дають посмертно прізвища відомих людей, а меншим — просто жіночі імена: Катря, Меланка, Одарка, Олеся тощо. Одне ім'я може повторюватися в різних варіантах: наприклад, є кратери Olena, Lena, Elena, Ellen, Eileen (а ще — рівнина Єлени (Helen Planitia), названа на честь Єлени Прекрасної).
| Категорія об'єктів      | Список на сайті МАС | Епоніми |
| ----------------------- | ------------------- | --- |
| Astra (астри)           | список              | Різні богині (крім тих, які прив'язані до певних типів деталей). Жодної назви з цим терміном поки нема.                          |
| Chasmata (каньйони)     | список              | Богині полювання, лісу, Місяця                                                                                                   |
| Colles (пагорби)        | список              | Богині морів |
| Coronae (вінці, корони) | список              | Богині землі та родючості |
| Crateres (кратери)      | список              | Великі кратери (діаметром >20 км) називають прізвищами видатних жінок (посмертно), а малі — просто жіночими іменами.             |
| Dorsa (гряди)           | список              | Богині неба |
| Farra (куполи, фарри)   | список              | Богині води |
| Fluctūs (потоки)        | список              | Різні богині |
| Fossae (борозни)        | список              | Богині війни |
| Labyrinthi (лабіринти)  | список              | Різні богині |
| Lineae (лінії)          | список              | Богині війни |
| Montes (гори)           | список              | Різні богині (єдиний виняток — гори Максвелла)                                                                                   |
| Paterae (патери)        | список              | Відомі жінки |
| Planitiae (рівнини)     | список              | Героїні міфів |
| Plana (плато)           | список              | Богині процвітання |
| Regiones (області)      | список              | Жінки-гіганти та жінки-титани у давньогрецькій міфології (винятки — область Альфа та область Бета)                               |
| Rupēs (уступи)          | список              | Богині домашнього вогнища |
| Tesserae (тессери)      | список              | Богині долі та талану |
| Terrae (землі)          | список              | Богині любові |
| Tholi (куполи)          | список              | Різні богині |
| Undae (хвилі)           | список              | Богині пустелі |
| Valles (долини)         | список              | Довгим долинам (>400 км) дають назви планети Венери різними мовами світу, коротким — імена міфічних жінок, пов'язаних з річками. |

### Місяць
На Місяці знаходиться 60% усіх найменованих об'єктів позаземної географії. Деталям його поверхні почали давати назви набагато раніше, ніж деталям поверхні інших небесних тіл, тому багато з цих назв не вкладаються у прийняту зараз систему найменування. Першу відому карту Місяця склав Вільям Гілберт 1603 року, а через півстоліття Джованні Річчолі, Ян Гевелій та Міхаель ван Лангрен заклали основи сучасної місячної номенклатури.
Найпомітніші деталі поверхні Місяця — великі темні області — носять «водні» назви: океан, моря, озера, затоки та болота. Їх запропонував Джованні Річчолі, в часи якого думка про існування там води була поширеною. Деякі інші вчені давнини (наприклад, Леонардо да Вінчі) вважали ці темні плями, навпаки, островами. На тій половині диску Місяця, що на земному небі є західною (а для самого Місяця — східною), назви морів пов'язані переважно з ясною погодою і позитивними поняттями, а на іншій половині — з похмурою погодою. Ймовірно, це є наслідком тогочасних уявлень про вплив Місяця на погоду.
95% назв на карті Місяця належить кратерам. Їх називають на честь видатних вчених, і цю традицію теж започаткував Джованні Річчолі. Найяскравіші кратери він назвав на честь великих астрономів: Аристарх, Кеплер, Коперник, Тихо. На відміну від Річчолі, Міхаель ван Лангрен називав кратери переважно на честь коронованих осіб, і такі назви до нашого часу не збереглися. Зате кратери Лангрен та Річчолі, назви яким підібрали самі ж епоніми, досі носять ці імена.
Переважна більшість найменованих місячних кратерів є супутніми (сателітними) — дрібними кратерами, ім'я яких утворене з назви найближчого найменованого кратера з додаванням літери (Коперник A, Коперник B, Коперник C тощо). Маленькі кратери, що становлять особливий інтерес (наприклад, досліджені місяцеходами) носять просто людські імена (Vasya, Kolya, Borya, Boris, José, Ina тощо). Є й низка інших винятків з основного правила. Один з найбільших кратерів Місяця — Аполлон — названо на честь космічної програми «Аполлон». Кратери, розташовані всередині та навколо нього, називають на честь американських астронавтів, а розташовані всередині та навколо Моря Москви — радянських космонавтів. Це, як правило, стосується загиблих у катастрофах, але одного разу в 1970 році було прижиттєво увічнено 6 американських та 6 радянських космонавтів.
Місячні гірські системи в своїй більшості носять імена земних — Апенніни, Карпати тощо. Окремі гори названо в основному за сусідніми кратерами, на честь різних науковців чи просто людськими іменами. Назви земних гір опинилися на карті Місяця завдяки Яну Гевелію, який зробив так і з іншими деталями поверхні. Так, Море Криз він називав Меотійським болотом, а Озеро Сновидінь поділив на Борисфенське озеро та Каркінітську затоку. Але до нашого часу жодні з назв Гевелія, крім гірських, не збереглися.
| Категорія об'єктів                                                             | Список на сайті МАС                | Найменування |
| ------------------------------------------------------------------------------ | ---------------------------------- | --- |
| Crateres (кратери)                                                             | список                             | Місячні кратери зазвичай отримують назву на честь видатних дослідників. Навколо Моря Москви є кратери, названі на честь загиблих радянських космонавтів, а в кратері Аполлон та біля нього — названі на честь загиблих американських астронавтів. Це правило може бути поширене і для інших космічних держав, які втратять своїх космонавтів. Для маленьких кратерів, що становлять особливий інтерес, використовують просто людські імена. |
| Oceanus (океан), maria (моря), sinūs (затоки), lacūs (озера), paludes (болота) | океан, моря, затоки, озера, болота | Ці об'єкти названі латинськими термінами, які означають абстрактні поняття чи погодні явища (Озеро Вічності, Океан Бур тощо). |
| Montes (гори)                                                                  | список                             | Більшість місячних гір отримали назви земних гірських систем або сусідніх кратерів. |
| Rupēs (уступи), valles (долини)                                                | уступи, долини                     | Більшість названо іменами сусідніх кратерів або інших деталей рельєфу. |
| Dorsa (гряди)                                                                  | список                             | Носять імена видатних діячів наук про Землю. |
| Catenae (ланцюжки), rimae (борозни)                                            | ланцюжки, борозни                  | Названі іменами найближчих кратерів. Крім того, три довгі ланцюжки кратерів отримали російські назви на честь радянських наукових організацій, пов'язаних з ракетобудуванням, — ГДЛ, ГИРД та РНИИ. Їх міжнародні назви — Catena Leuschner, Catena Michelson та Catena Lucretius відповідно. |
| Деталі-супутники                                                               | список                             | Ці кратери названо ім'ям найближчого найменованого кратера з додаванням великої латинської літери. |

### Марс

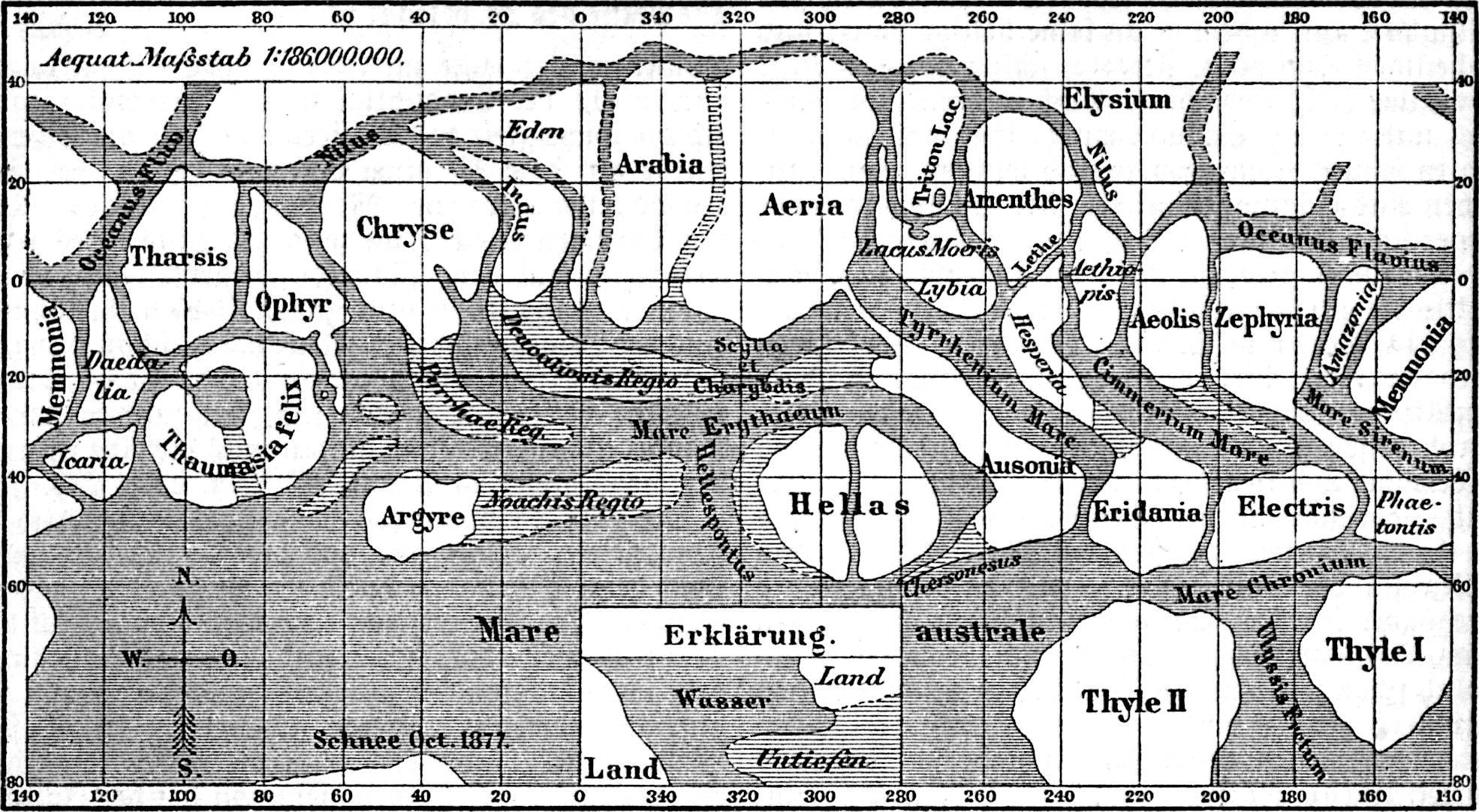
Карта деталей альбедо Марса, складена Джованні Скіапареллі

Для поверхні Марса існують дві системи назв, затверджені МАС: для деталей альбедо та для деталей рельєфу. Перші спостерігалися з Землі здавна, а другі вперше відзняв космічний апарат «Марінер-4» 1965 року. Номенклатура перших базується на назвах, запропонованих ще у XIX столітті Джованні Скіапареллі, і стала основою для номенклатури других. Перша була затверджена МАС у 1958 році і з тих пір майже не змінювалася, а друга розвивається досі.
Деталі альбедо Марса отримали від Скіапареллі назви з античної міфології та топоніміки. Багато з деталей рельєфу планети успадкували ці назви. Наприклад, виявилося, що світла деталь альбедо Аргір (лат. Argyre — «країна срібла») відповідає просторій рівнині. Цю рівнину назвали рівниною Аргір (Argyre Planitia), розташовану на ній гору — горою Аргір (Argyre Mons), групу котловин — котловинами Аргіра (Argyre Cavi), а уступ неподалік — уступом Аргір (Argyre Rupes). З цієї системи випадають кратери та долини, для яких є власні правила найменування (див. табл. нижче).
Коли на поверхню Марса сідають космічні апарати, науковці, що ними керують, часто дають прізвиська маленьким об'єктам біля місця посадки — пагорбам, дрібним кратерам, каменям та навіть канавкам, проритим для взяття проб. Початок цій практиці поклали ще 1976 року дослідники знімків «Вікінгів». Часто ці назви жартівливі й дані, наприклад, на честь сортів морозива, героїв мультфільмів або музичних груп. МАС, як правило, не дає офіційних імен подібним об'єктам.
| Категорія об'єктів                | Епоніми |
| --------------------------------- | --- |
| Великі кратери (переважно >60 км) | Науковці та письменники, що зробили внесок у дослідження та популяризацію Марса. |
| Малі кратери                      | Міста і містечка світу з чисельністю населення менше 100 000 осіб. Ця категорія об'єктів вибрана не з метою їх увічнення, а просто як велике джерело імен. Кратери діаметром <10 км отримують ім'я з одного складу, а більші — з двох або трьох |
| Великі долини                     | Назви Марса різними мовами. Є один виняток — долини Маринера, названі на честь наукової групи «Марінера-9». |
| Малі долини                       | Древні або сучасні назви земних річок. |
| Інше                              | Назви сусідніх деталей альбедо, які з часів Скіапареллі та Антоніаді носять імена, взяті з античної міфології та топоніміки. |

### Супутники Марса
Деталі поверхні Деймоса називають на честь письменників, які в своїх творах згадували про супутники Марса. Станом на 2018 рік на Деймосі є два найменованих об'єкта — кратери Свіфт та Вольтер. Вони названі на честь письменників, які ще в XVIII столітті передбачили наявність у Марса супутників.
Деталі поверхні Фобоса отримали імена на честь науковців, що мають стосунок до його відкриття та дослідження, а також на честь персонажів та місцевостей з «Мандрів Гуллівера» Джонатана Свіфта. Станом на 2018 рік на Фобосі мають імена гряда Кеплера, область Лапута, рівнина Ладаго та 17 кратерів.

### Астероїди
Станом на 2018 рік найменовані деталі поверхні є на 10 астероїдах, для яких існують достатньо детальні знімки.

#### (1) Церера
Перші детальні фотографії поверхні Церери зробив 2015 року космічний апарат Dawn. Її кратерам дають імена богів сільського господарства та рослинності, а іншим деталям поверхні — сільськогосподарських свят різних народів. Всього на карті Церери 138 назв.

#### (4) Веста

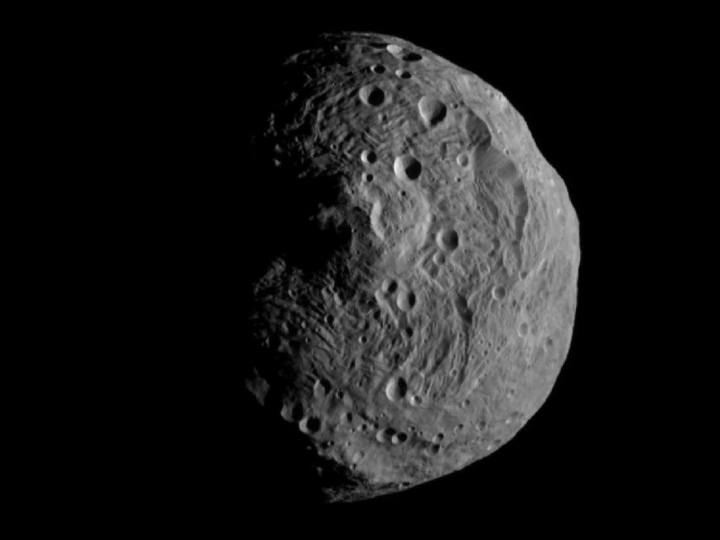
Веста. Майже весь видимий бік займає кратер Реясильвія

Перші детальні знімки Вести отримав космічний апарат Dawn 2011 року. Її кратери названо на честь весталок та інших відомих жінок Стародавнього Риму, а інші деталі рельєфу (ланцюжки, гряди, борозни, рівнини, уступи, землі, куполи) — іменами римських міст та свят. Всього на карті Вести є 106 назв.

#### (21) Лютеція
Лютецію відкрив Герман Гольдшмідт 1852 року в Парижі, стародавнє ім'я якого вона і отримала. Перші детальні знімки її поверхні зробив апарат «Розетта» 2010 року. Кратерам цього астероїда дали назви, які носили міста Римської імперії та сусідніх місцевостей Європи в часи підтвердженого існування поселення Лютеції під таким ім'ям (52 до н. е. — 360 н. е.) На астероїді виділено 8 областей, одну з яких названо областю Гольдшмідта, а решту — іменами римських провінцій зазначених часів. Іншим деталям рельєфу Лютеції дають тодішні назви річок Римської імперії та сусідніх місцевостей Європи. Загальна кількість найменованих об'єктів на Лютеції — 37.

#### (243) Іда та Дактиль

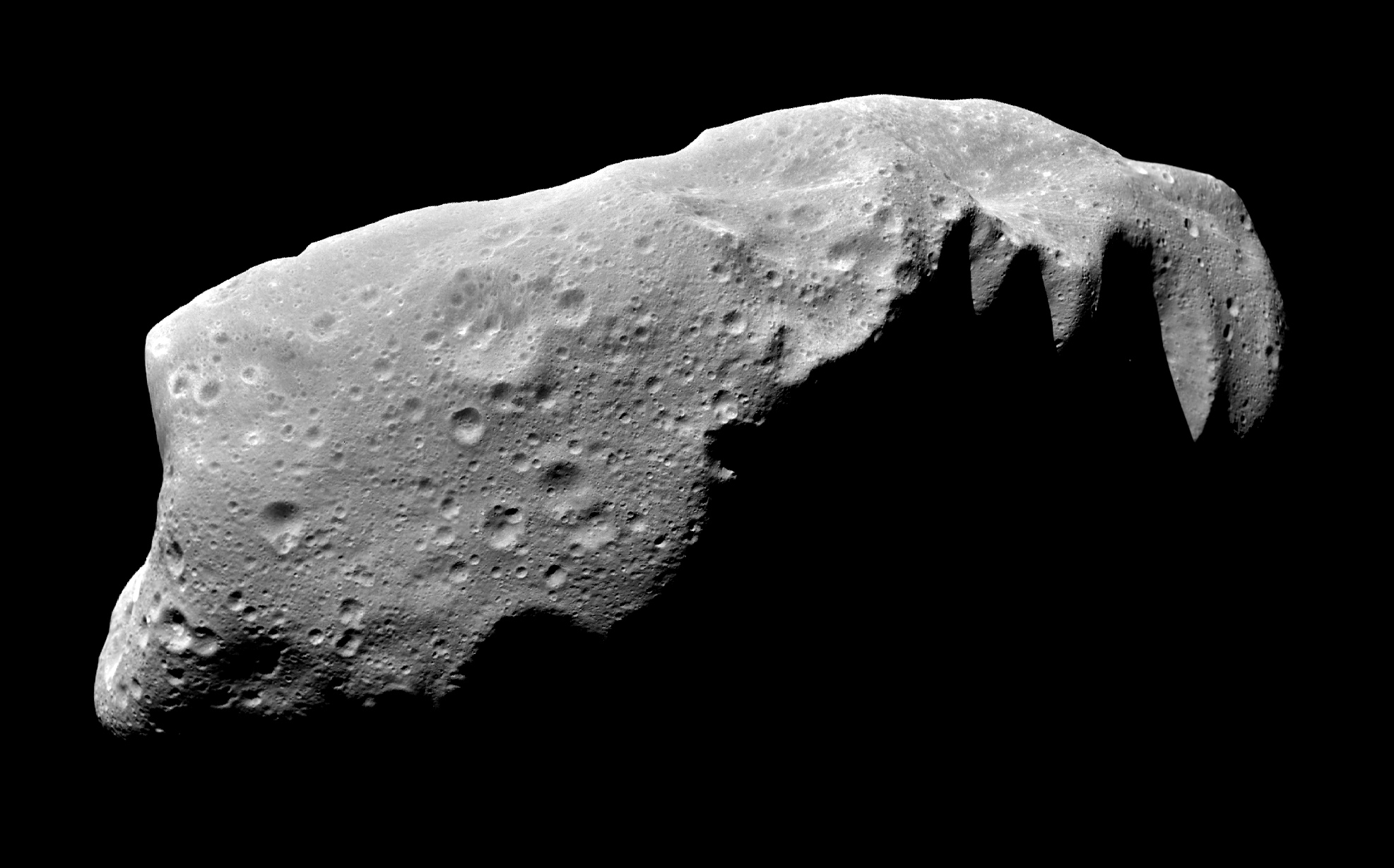
Іда. Зліва — область Палізи, на лівому кінці — область Відень, на правому — область Пола

Іду відкрив Йоганн Паліза 1884 року. Вона отримала ім'я німфи Іди, яка переховувала Зевса в часи його дитинства в Ідейській печері на горі Іда. 1993 року космічний апарат «Галілео» зняв цей астероїд зблизька й відкрив у нього супутник, названий Дактилем на честь маленьких міфічних жителів згаданої гори.
На Іді розрізняють 3 області, одну з яких названо на честь Палізи, а інші — іменами міст, де він проводив спостереження (Відень та Пола, нинішня Пула). Крім того, одна гряда отримала ім'я «гряда Таунсенда» на честь одного з учасників проекту «Галілео», а 21 кратер — імена печер, гротів та лавових трубок світу. На Дактилі імена мають лише два кратери. Їх названо на честь дактилів Келмія та Акмона.

#### (253) Матільда

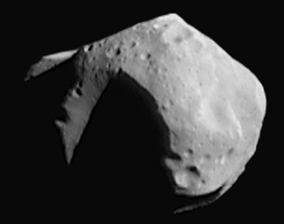
Матільда. Великий кратер унизу — Карру

Детальні знімки Матільди отримав апарат NEAR Shoemaker 1997 року. На ній назви отримали 23 кратери. Оскільки Матильда — один з найтемніших об'єктів Сонячної системи (її альбедо — всього лише 3%), її кратерам дають імена місцевостей, багатих на вугілля, таких як сибірський Кузнецьк, французька Лотарингія, німецький Аахен. Найбільший (33-кілометровий) кратер отримав ім'я Карру — вугленосного регіону на півдні Африки.

#### (433) Ерос

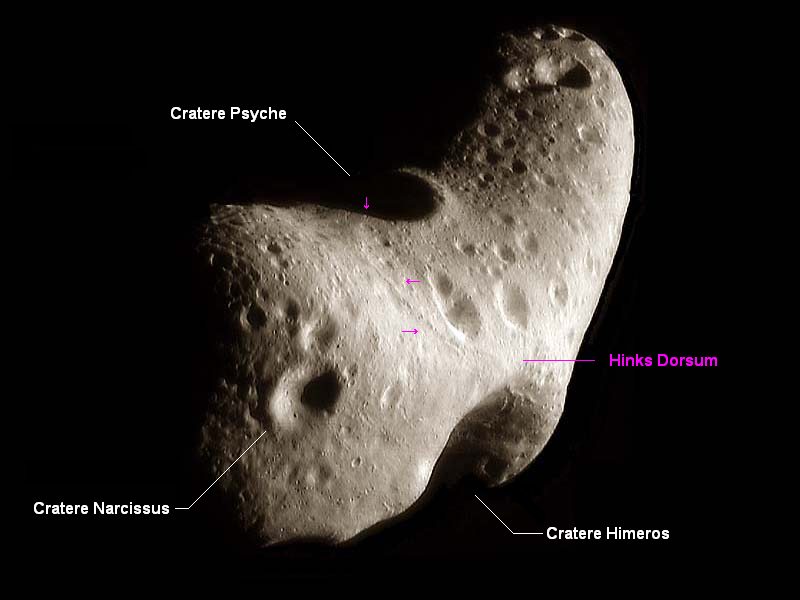
Ерос із позначеннями трьох кратерів та гряди

Астероїд Ерос названий на честь бога любові Ероса, в зв'язку з чим його кратери отримують імена персонажів міфів та легенд, пов'язаних з любов'ю, а також реальних людей, які стали відомими завдяки своїй любові. Два найбільші кратери (5 і 10 км) названі на честь наближених Ероса — Психеї та Гімерота. Кратери Джахан та Махал носять імена індійського султана Шах-Джахана і його дружини Мумтаз-Махал, для якої він побудував знаменитий мавзолей Тадж-Махал. Увічнені на Еросі і реальний Казанова, і легендарний Дон Жуан, і міфічний Нарцис. Добре підійшли б для кратерів цього астероїда імена Ромео та Джульєтти, але вони вже задіяні на супутниках Урана. Всього на Еросі названо 37 кратерів.
Дві найменовані області Ероса — область Вітта та область Шарлуа — отримали імена науковців, які відкрили його в одну ніч незалежно один від одного: Карла Густава Вітта та Огюста Шарлуа. Дві гряди — гряда Фінсена та гряда Хінкса — названі на честь астрономів, дослідження яких торкалися цього астероїда. Вільям Фінсен відкрив його витягнутість, а Артур Роберт Хінкс використовував спостереження Ероса для вимірювання паралакса Сонця.

#### (951) Гаспра

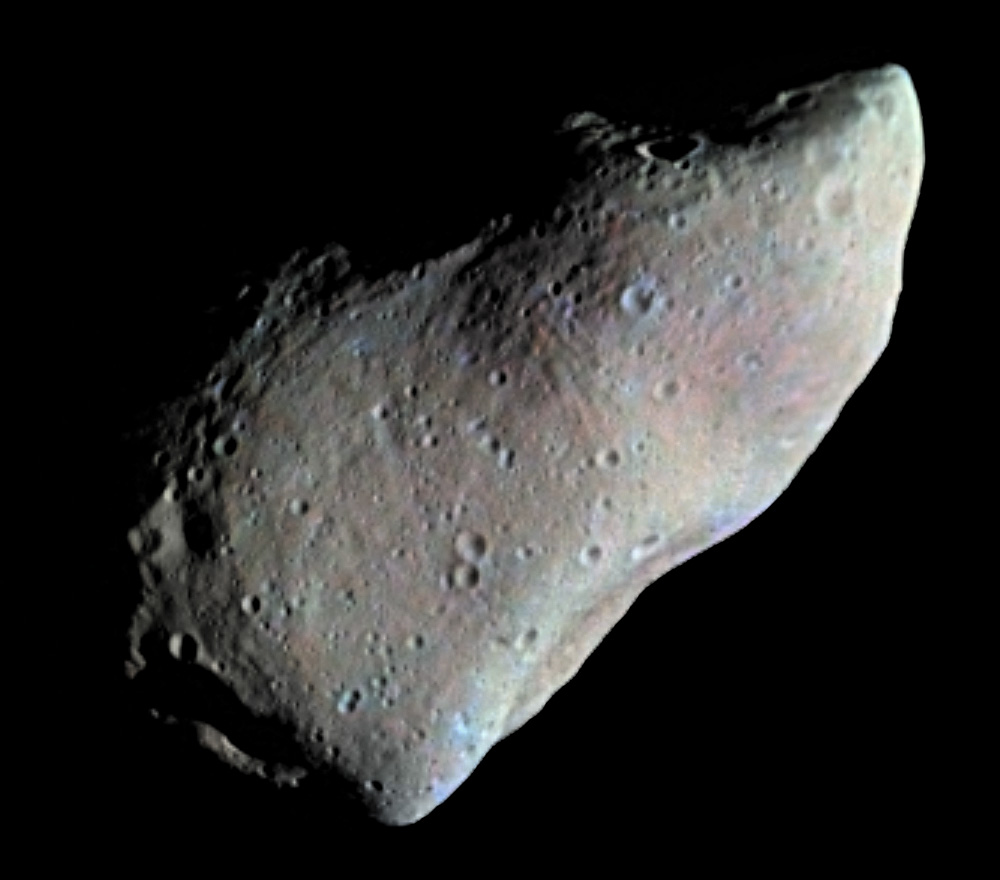
Гаспра. Зліва внизу — область Йітса, справа вгорі — область Данна, справа внизу — область Неуйміна

Гаспру відкрив 1916 року Григорій Неуймін в Сімеїзькій обсерваторії в Криму. Він назвав її на честь розташованого поблизу курортного селища Гаспра. 1991 року космічний апарат «Галілео» сфотографував більшу частину поверхні Гаспри (зробивши її першим відзнятим зблизька астероїдом). Виявлені кратери отримали імена курортів різних країн — наприклад, німецького Баден-Бадена, бельгійського Спа, ізраїльського Зоара та інших. П'ять з 31 назви кратерів — кримські: Алупка, Кацівелі, Місхор, Харакс та Ялта. Крім того, було названо три області: область Неуйміна, область Данна та область Йітса. Вони носять імена першовідкривача Гаспри та науковців, що зробили внесок у проект «Галілео».

#### (2867) Штейнс
Астероїд Штейнс відкрив 1969 року Микола Черних, а перші детальні його знімки зробив 2008 року космічний апарат «Розетта». Виявилося, що формою цей астероїд нагадує діамант, і всі 23 його найменованих кратера отримали назви різних дорогоцінних або виробних каменів. Найбільший — двокілометровий — кратер названо Діамантом. Крім того, велика ділянка поверхні астероїда («корона») названа областю Черних (лат. Chernykh Regio).

#### (25143) Ітокава
Астероїд Ітокава був детально відзнятий космічним апаратом «Хаябуса» 2005 року. Деталям його поверхні вирішено давати земні назви, пов'язані з дослідженням космосу. Наприклад, область LINEAR (лат. LINEAR Regio) отримала ім'я проекту, в рамках якого був відкритий цей астероїд, а область MUSES-C (MUSES-C Regio) — попередню назву апарата «Хаябуса». Всього на Ітокаві названо 7 областей та 10 кратерів.

### Супутники Юпітера
Станом на 2018 рік найменовані деталі поверхні мають усі 4 галілеєві супутники Юпітера, а також 2 менших — Амальтея і Теба. На картах усіх галілеєвих супутників дуже багато назв, тоді як на картах інших двох — зовсім мало.

#### Амальтея і Теба
Усі деталі поверхні Амальтеї та Теби вирішено називати іменами осіб та місцевостей, що фігурують у міфах про Амальтею і Тебу відповідно. Станом на 2018 рік на Амальтеї названо 2 кратера (на честь Геї та Пана) і дві факули (на честь гори Іда та міста Лікт). На Тебі названо лише одну деталь — 40-кілометровий кратер Зет. Він має ім'я чоловіка міфічної Теби.

#### Іо
Станом на 2018 рік на карті Іо є 224 назви. Майже 2/3 з них належить патерам (вулканічним кратерам), і жодної — звичайним (метеоритним). Відсутність других — результат активності перших: вулканічні викиди постійно оновлюють поверхню, ховаючи під собою старі деталі рельєфу. Вкрай велика вулканічна активність цього супутника стала причиною того, що більшість деталей його поверхні названо на честь богів та героїв, пов'язаних з вогнем, Сонцем, громом або вулканами. Крім того, деякі назви взято з міфу про Іо та з опису пекла в «Божественній комедії» Данте.
| Категорія об'єктів                                            | Список на сайті МАС          | Епоніми |
| ------------------------------------------------------------- | ---------------------------- | --- |
| Еруптивні центри (вулкани)                                    | список                       | Боги та герої з різних міфологій, пов'язані з вогнем, Сонцем, громом або вулканами.                                                                      |
| Catenae (ланцюжки)                                            | список                       | Боги Сонця з різних міфологій. Зараз на Іо нема жодного найменованого ланцюжка — усі три, названі раніше, було перейменовано на патери.                  |
| Fluctūs (потоки)                                              | список                       | Боги та герої згаданого типу або сусідні деталі поверхні.                                                                                                |
| Mensae (столові гори)                                         | список                       | Герої міфа про Іо або мешканці пекла в «Божественній комедії» Данте. Деяким дано назви сусідніх деталей поверхні.                                        |
| Montes, plana, regiones, tholi (гори, плато, області, куполи) | гори, плато, області, куполи | Місцевості, згадані в міфі про Іо, або частини пекла в «Божественній комедії» Данте. Деяким дано назви сусідніх деталей поверхні.                        |
| Paterae (патери)                                              | список                       | Боги та герої з різних міфологій, пов'язані з вогнем, Сонцем, громом або вулканами, а також міфічні ковалі. Деяким дано назви сусідніх деталей поверхні. |
| Valles (долини)                                               | список                       | Сусідні деталі поверхні. |

#### Європа
Всі назви деталей поверхні Європи пов'язані з назвою самого супутника. Деякі з них беруть початок у міфі про Європу, а інші пов'язані з кельтами — групою племен, що колись жили на великій частині Європи. Всього на карті Європи 111 назв.
| Категорія об'єктів     | Список на сайті МАС | Епоніми                                                                     |
| ---------------------- | ------------------- | --------------------------------------------------------------------------- |
| Chaoses (хаоси)        | список              | Місцевості, згадані в кельтських міфах.                                     |
| Crateres (кратери)     | список              | Боги та герої кельтських міфів.                                             |
| Flexūs (звивини)       | список              | Місцевості, згадані в міфах про Європу, та кельтські ряди каменів.          |
| Великі кільцеві деталі | список              | Кельтські кам'яні кола.                                                     |
| Lenticulae (лентикули) | список              | Боги та герої кельтських міфів. Жодної найменованої лентикули поки що нема. |
| Lineae (лінії)         | список              | Герої міфів про Європу та кельтські ряди каменів.                           |
| Maculae (макули)       | список              | Місцевості з міфів про Європу.                                              |
| Regiones (області)     | список              | Місцевості з кельтських міфів.                                              |

#### Ганімед
Назви деталей поверхні Ганімеда взято в основному з міфів давніх народів Родючого Півмісяця — єгиптян, фінікійців, шумерів, вавилонян та інших. Але області Ганімеда названо на честь першовідкривачів супутників Юпітера. Всього на карті Ганімеда 195 назв.
| Категорія об'єктів     | Список на сайті МАС | Епоніми                                                                                         |
| ---------------------- | ------------------- | ----------------------------------------------------------------------------------------------- |
| Кратери та їх ланцюжки | кратери, ланцюжки   | Боги та герої давніх народів Родючого Півмісяця.                                                |
| Faculae (факули)       | список              | Місцевості, пов'язані з єгипетськими міфами.                                                    |
| Fossae (борозни)       | список              | Боги та правителі давніх народів Родючого Півмісяця.                                            |
| Paterae (патери)       | список              | Ваді (тимчасові річки) Родючого Півмісяця. Жодної найменованої патери на Ганімеді поки що нема. |
| Regiones (області)     | список              | Першовідкривачі супутників Юпітера.                                                             |
| Sulci («зморшки»)      | список              | Місцевості, пов'язані з міфами стародавніх народів.                                             |

#### Каллісто
Назви деталей поверхні Каллісто взято з міфів та казок народів Крайньої Півночі — норвежців, чукч, ескімосів, саамів тощо. Всього на карті Каллісто 153 назви.
| Категорія об'єктів     | Список на сайті МАС | Епоніми |
| ---------------------- | ------------------- | --- |
| Catenae (ланцюжки)     | список              | Річки, долини, яри та ущелини з міфів та казок народів Крайньої Півночі.                                   |
| Crateres (кратери)     | список              | Дійові особи міфів та казок вказаних народів.                                                              |
| Faculae (факули)       | список              | Боги та інші персонажі, пов'язані з морозом та снігом, з міфів та казок вказаних народів.                  |
| Великі кільцеві деталі | список              | Місцевості з міфів та казок вказаних народів, окрім місцевостей тих типів, що зарезервовано для ланцюжків. |

### Супутники Сатурна
Станом на 2018 рік найменовані деталі поверхні мають 11 супутників Сатурна: Янус, Епіметей, Мімас, Енцелад, Тефія, Діона, Рея, Титан, Гіперіон, Япет, Феба. Найбільші за розміром супутники тримають рекорд і за кількістю найменованих об'єктів: на карти Титана та Реї нанесено 267 та 143 назви відповідно.

#### Янус та Епіметей
Янус та Епіметей — це «супутники-близнята», що схожі за розмірами та орбітами (і навіть регулярно міняються орбітами). Тому всі деталі їх поверхні вирішено називати іменами дійових осіб різних міфів про близнят. Поки що задіяно лише імена героїв міфів про Кастора й Полідевка. Станом на 2018 рік на Янусі назви отримали 4 кратери: Ідас, Кастор, Лінкей та Фойба, а на Епіметеї — 2: Гілаїра та Поллукс.

#### Мімас
Мімас відкрив англійський астроном Фрідріх Вільгельм Гершель, тому більшість деталей його рельєфу названо іменами, взятими з британських легенд про короля Артура та лицарів Круглого столу в викладі Томаса Мелорі (роман «Смерть Артура»). Найбільший кратер — Гершель — названо на честь першовідкривача супутника. Деякі каньйони отримали імена географічних об'єктів, що фігурують у міфах про гігантів (оскільки сам супутник має ім'я гіганта). Всього на Мімасі названо 35 кратерів, один кратерний ланцюжок та 6 каньйонів.

#### Енцелад

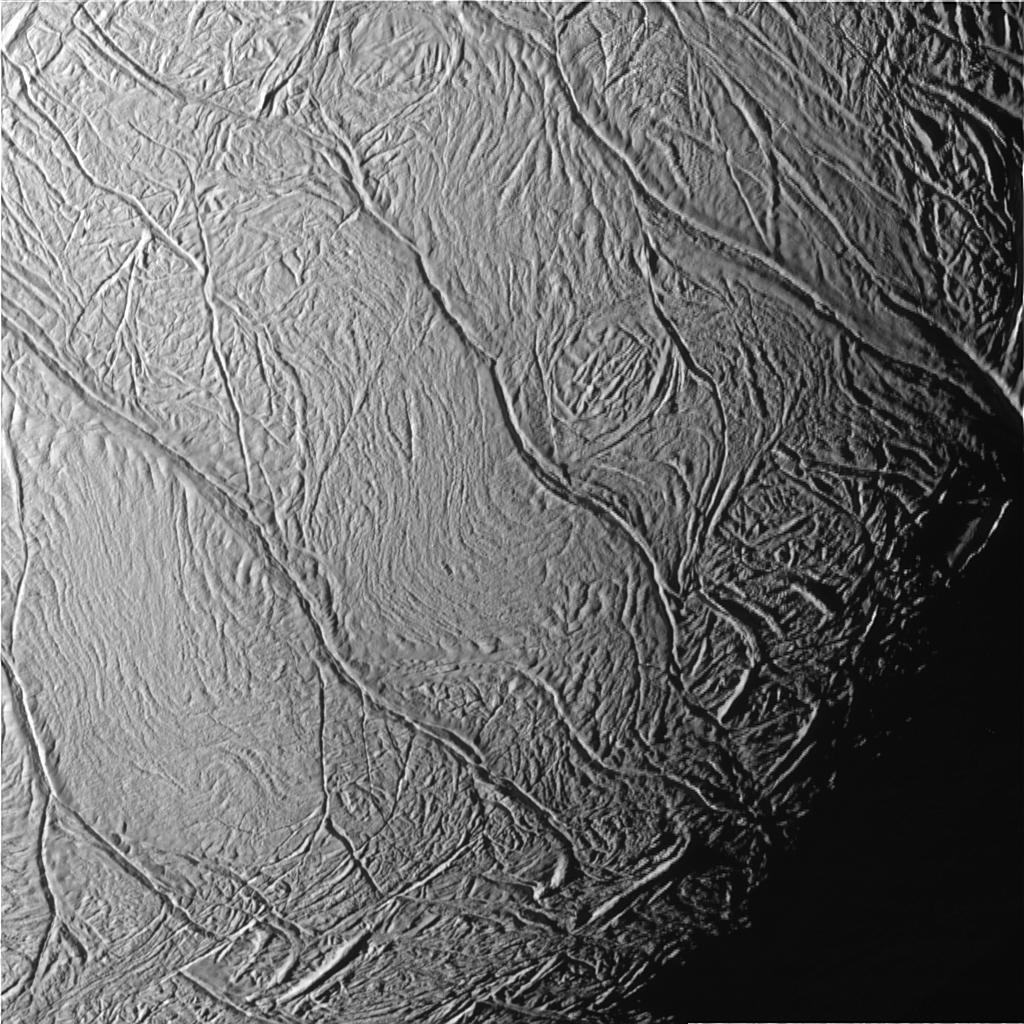
Тріщини в південній полярній області Енцелада, звідки б'ють фонтани крижаних часток. Зліва направо: Damascus Sulcus, Baghdad Sulcus, Cairo Sulcus, Alexandria Sulcus

Енцелад — дуже своєрідний супутник. Він відбиває майже 100% світла і, таким чином, біліший за свіжий сніг. Всі назви деталей його рельєфу взяті з середньовічного арабського збірника оповідань «Тисяча й одна ніч» — можливо, тому, що поверхня Енцелада нагадала астрономам яскраво освітлені середньовічні арабські міста (за іншою версією, цей вибір пов'язаний із загадковим виглядом супутника). Кратери отримали імена персонажів оповідань, а інші деталі рельєфу — борозни (fossae), гряди (dorsa), рівнини (planitiae) та «зморшки» (sulci) — імена згаданих там місцевостей.
Білий колір Енцелада підтримують гейзери в районі його південного полюса, які викидають фонтани мікроскопічних часток льоду на висоту сотень кілометрів. Багато з цих часток осідають назад на Енцелад, оновлюючи його поверхню. Розташовані ці гейзери в межах чотирьох великих «зморшок» — своєрідних комплексів витягнутих паралельних западин та гряд. Вони отримали імена міст Дамаск, Багдад, Каїр та Александрія. Всього на супутнику названо 20 подібних об'єктів.
На Енцеладі вирізняють дві рівнини — рівнина Сарандіб та рівнина Дійяр. Першу названо древнім ім'ям острова Шрі-Ланка (одного з місць, відвіданих Синдбадом-мореплавцем), а другу — ім'ям згаданої в оповіданнях країни. Дві гряди носять імена міст Куфа та Ебоні, а 8 борозен та їх груп — імена різних місцевостей, згаданих у казках.
Найбільші кратери Енцелада — Алі-Баба та Аладдін (39 і 37 км в діаметрі відповідно), що межують один з одним. А імена центральних персонажів «Тисячі та однієї ночі» — оповідачки Шахерезади та її слухача Шахріяра — дісталися 20-кілометровому та 24-кілометровому кратеру, не дуже близьким один до одного. Всього ж на Енцеладі найменовано 53 кратери.

#### Тефія
Тефія має ім'я водяної богині Тефії (Тетії), і деталям її поверхні дають імена з поеми, тісно пов'язаної з морем, — «Одіссеї» Гомера. Станом на 2018 рік на Тефії отримали назви 50 кратерів, 2 каньйони та одна гірська система. Кратери носять імена дійових осіб поеми, а інші деталі рельєфу — назви островів, які зустрів Одіссей на шляху додому. Ім'я самого Одіссея дісталося найбільшому кратеру, а його центральне підняття отримало назву «гори Схерія» (Scheria Montes). Каньйони — Ithaca Chasma та Ogygia Chasma — названо іменами островів Ітака та Огігія.

#### Діона

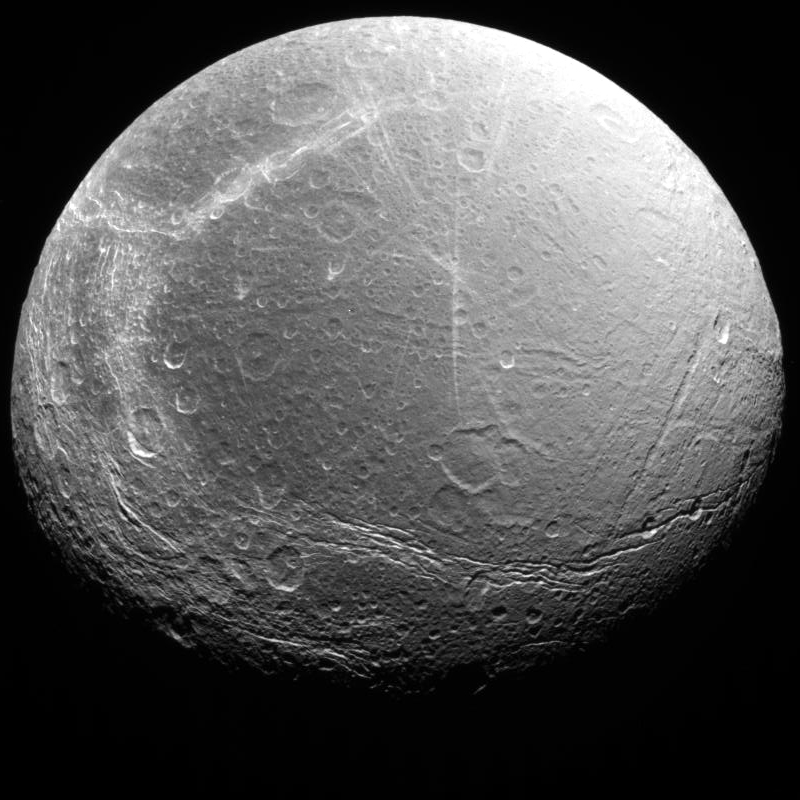
Діона. Ліворуч угорі видно частину каньйонів Падуя, внизу та зліва тягнуться вигнуті каньйони Палатин, а паралельно їм, ближче до термінатору, — каньйони Евротас. Вище центру видно яскраву променеву систему маленького (13 км) кратеру Кассандра

Діона схожа за розміром на Тефію, і назви для деталей їх рельєфу вирішено брати з джерел, які мають дещо спільне. Імена деталей поверхні Діони походять з «Енеїди» Вергілія — поеми про мандри Енея. Як зазвичай, кратери названо іменами дійових осіб, а інші деталі рельєфу — назвами географічних об'єктів, що згадані в поемі. Найбільшому кратеру, виявленому на знімках «Вояджерів», дали ім'я Енея. Згодом завдяки «Кассіні» на Діоні знайшовся ще більший кратер. Його назвали Евандром на честь засновника колонії, на місці якої пізніше постав Рим. Усього на Діоні найменовано 73 кратери та 20 інших об'єктів.
Два кратерні ланцюжки та одна система ланцюжків Діони носять імена річок. Три каньйони та п'ять систем каньйонів названо на честь давніх міст, річки Евротас, пагорбу Палатин та місцевості Лацій. Дві борозни та шість систем борозен — на честь міст, річок та одного з районів Риму. Єдина найменована система гряд супутника має ім'я пагорба Янікул.

#### Рея
Рея має ім'я титаніди Реї, матері олімпійських богів. Тому імена для деталей поверхні цього супутника беруть з міфів про створення світу. Перевагу надають азійським міфам — по-перше, тому, що богиню Рею ототожнювали з малоазійською Кібелою, а по-друге, тому, що міфи народів Азії до того були слабко представлені в планетній номенклатурі. Втім, є на карті Реї і багато назв іншого походження — австралійського, американського, африканського, гавайського тощо. Як зазвичай, кратери названо іменами дійових осіб, а інші деталі рельєфу — назвами географічних об'єктів, що згадані в міфах. Станом на 2018 рік назви на Реї мають 128 кратерів, 3 ланцюжки та 3 їх системи, 2 каньйони та 3 їх системи, 2 борозни та 2 лінії.
Найбільший відомий кратер Реї, діаметр якого становить 480 км (майже третина діаметра супутника), отримав ім'я нанайської богині Мамалді, що створила Азію та Сахалін і була за це вбита своїм чоловіком Хадо. Втім, знайшлося на Реї місце й для Хадо — його іменем названо 40-кілометровий кратер.

#### Титан

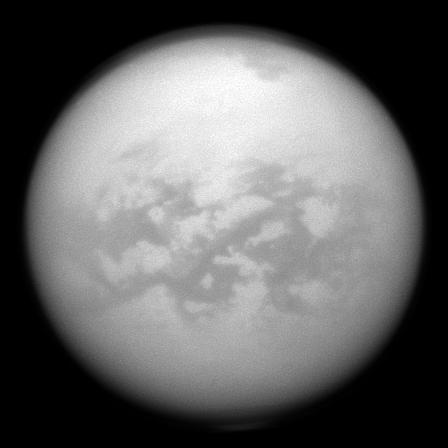
Інфрачервоний знімок Титана. Великий темний регіон зліва — Фенсал, справа — Сенкьо, на самому верху — море Кракена

Титан — найбільший супутник Сатурна — вкритий щільною атмосферою, і деталі його поверхні видно лише на інфрачервоних та радарних знімках. Уперше ці деталі відзняв 1994 року телескоп «Габбл» в інфрачервоних променях. Згодом Титан досліджували й великими наземними телескопами, після чого деякі об'єкти отримали неофіційні назви. В 2004 році почав роботу космічний апарат «Кассіні», який робить набагато якісніші знімки поверхні супутника, а в 2006 році її деталям почали давати офіційні (затверджені МАС) назви.
Завдяки щільній атмосфері Титана на ньому існує рідина (вуглеводневого складу), вітер та створені ними форми рельєфу. Там є три моря, багато озер, острови, лакуни (висохлі озера), річкові системи та дюни. Для найменування деталей поверхні Титана в планетну номенклатуру було введено кілька нових термінів: Arcus (дуга), Flumen (канал, русло), Insula (острів), Lacuna (лакуна, западина), Virga (смуга). Слова Mare (море), Lacus (озеро), Fretum (протока) та Sinus (затока), що раніше використовувалися лише для сухих ділянок Місяця і Марса, на Титані отримали пряме значення.
Природа деяких світлих та темних областей на поверхні супутника (деталей альбедо) лишається неясною. Як і на інших небесних тілах, невеликі яскраві плями називають факулами, а темні — макулами. Для смуг, що вирізняються своїм відтінком, уведено термін Virga.
Деталі поверхні Титана носять імена богів мудрості, щастя, краси, вітру та дощу, міфічних морських істот, земних озер та островів, а також річок, островів та зачарованих місць із вірувань різних народів. Окрім того, деякі назви взято з творів Джона Толкіна, Френка Герберта та Айзека Азімова.
| Категорія об'єктів                                                | Список на сайті МАС             | Епоніми |
| ----------------------------------------------------------------- | ------------------------------- | --- |
| Деталі альбедо та землі (terrae)                                  | деталі альбедо, землі           | Священні або зачаровані місця, аналоги раю з легенд, міфів, фольклору та художніх творів різних народів світу.    |
| Colles (пагорби)                                                  | список                          | Жителі Середзем'я Джона Толкієна.                                                                                 |
| Кратери та великі кільцеві деталі                                 | кратери, великі кільцеві деталі | Боги мудрості різних народів.                                                                                     |
| Faculae (факули)                                                  | список                          | Для окремих факул (Facula) — земні острови, що не є політично незалежними, для груп факул (Faculae) — архіпелаги. |
| Fluctūs (потоки)                                                  | список                          | Боги та богині краси.                                                                                             |
| Flumina (канали, русла)                                           | список                          | Річки з міфів та художньої літератури.                                                                            |
| Freta (протоки)                                                   | список                          | Імена дійових осіб серії романів Айзека Азімова «Заснування».                                                     |
| Insulae (острови)                                                 | список                          | Острови з міфів та легенд.                                                                                        |
| Lacūs (озера), lacunae (лакуни)                                   | озера, лакуни                   | Земні озера, переважно схожі за формою. Для лакун — озера, що пересихають.                                        |
| Maria (моря)                                                      | список                          | Морські істоти з міфів та художньої літератури.                                                                   |
| Montes (гори)                                                     | список                          | Гори та гірські системи Середзем'я Джона Толкіна.                                                                 |
| Maculae, regiones, paterae, arcūs (макули, області, патери, дуги) | макули, області, патери, дуги   | Боги та богині щастя, миру й злагоди різних народів світу.                                                        |
| Planitiae (рівнини), labyrinthi (лабіринти)                       | рівнини, лабіринти              | Планети зі світу «Дюни» Френка Герберта.                                                                          |
| Sinūs (затоки)                                                    | список                          | Земні бухти, фіорди тощо.                                                                                         |
| Undae (хвилі)                                                     | список                          | Боги та богині вітру.                                                                                             |
| Virgae (смуги)                                                    | список                          | Боги та богині дощу.                                                                                              |

#### Гіперіон

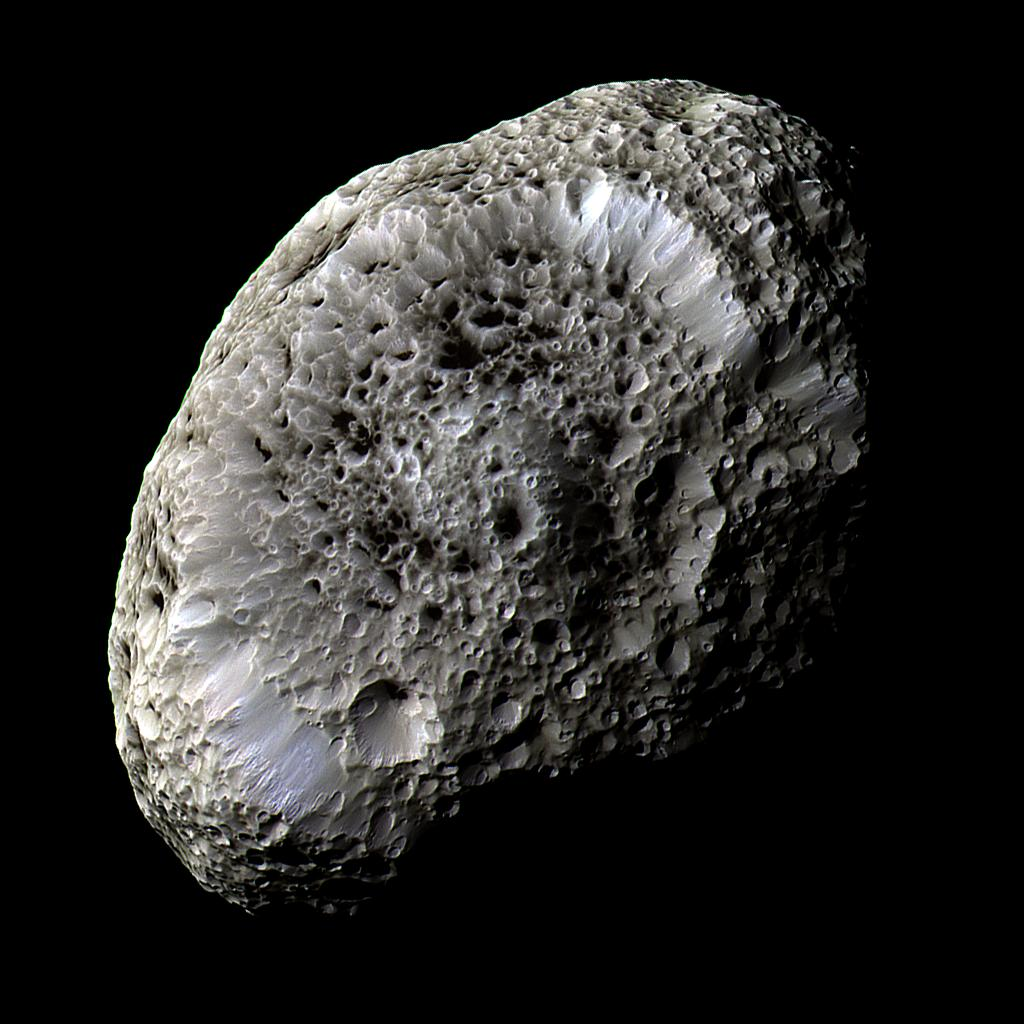
Гіперіон. Майже весь видимий бік займає безіменний кратер. Частина його валу (вгорі, світла) називається грядою Бонда — Ласселла

Гіперіон має ім'я титана, що був батьком Геліоса та Селени. Тому його кратери називають іменами богів Сонця та Місяця різних народів світу. Станом на 2018 рік на Гіперіоні названо 4 кратери: Бахлу, Геліос, Мері та Ярило. Крім кратерів, назву отримав лише один об'єкт — гряда Бонда — Ласселла (Bond-Lassell Dorsum). Її названо на честь астрономів, які в 1848 році майже одночасно відкрили цей супутник: Вільяма Ласселла та Джорджа Бонда з його батьком Вільямом Бондом.
Гряда Бонда — Ласселла є частиною валу найбільшого на Гіперіоні кратеру, що досі лишається безіменним. Він має розмір 330×150 км, в середньому — 230 км (тоді як розмір самого супутника — 360×266×205 км). Кратери Бахлу, Мері та Ярило знаходяться всередині нього (перший — на його центральній гірці), а Геліос межує з ним зовні.

#### Япет

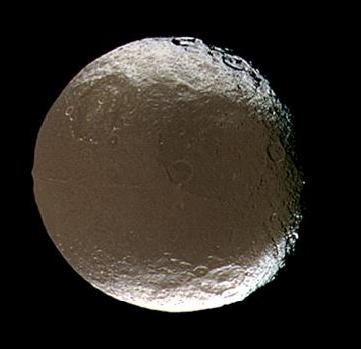
Ведуча півкуля Япета. Темна ділянка — область Кассіні. Світлі зони — полярні частини Ронсевальської землі (вгорі) та землі Сарагоса (внизу). Екваторіальний гірський ланцюг проходить горизонтально через центр. Яскрава точка на його правому кінці — гора Севілья

Найпомітніша унікальна особливість Япета — різка відмінність альбедо двох його боків. Ведений бік відбиває на порядок більше світла, ніж ведучий. Темна частина поверхні супутника — область Кассіні — отримала ім'я його першовідкривача. Всі інші назви на карті Япета взято з середньовічної французької поеми «Пісня про Роланда», оскільки Кассіні відкрив його під час роботи у Франції. Кратери отримали імена персонажів поеми, а інші деталі поверхні (гори та землі) — згаданих у ній місцевостей.
Друга унікальна особливість Япета — гірський ланцюг, що тягнеться вздовж екватора. В цьому ланцюзі назви отримали три хребти та шість вершин: гори Каркасона (у складі яких є гора Кордова, гора Соранса та гора Альтілья), гори Толедо (де є гора Гальна та гора Вальтерна), гори Тортелоза та окрема гора Севілья.
По цьому гірському ланцюгу яскравий бік Япета було поділено навпіл (також ці половини яскравого боку дещо відрізняються кольором). Північну половину назвали Ронсевальською землею (лат. Roncevaux Terra) на честь Ронсевальської ущелини в Піренеях — в цій ущелині 778 року сталася битва, описана в «Пісні про Роланда». Південну половину назвали землею Сарагоса (Saragossa Terra) на честь згаданого в поемі міста.
Кратери, розташовані на світлому боці супутника, названо іменами позитивних персонажів поеми (франків та їх союзників), а розташовані в темній області (як і кратери з темним дном у прикордонній зоні) — негативних (маврів). Всього на Япеті найменовано 58 кратерів.

#### Феба

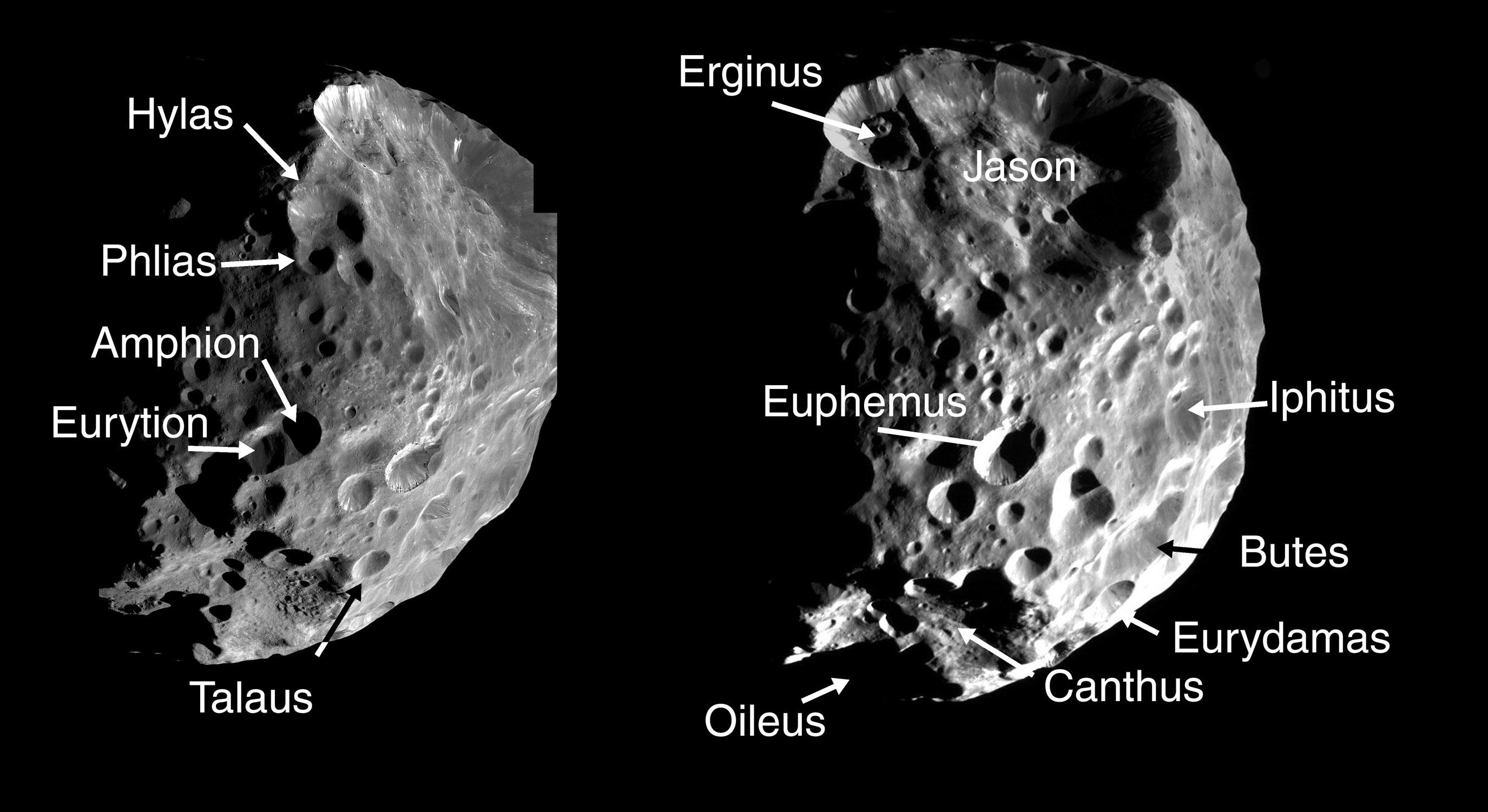
Карта Феби

Деталям поверхні Феби дають імена з міфу про аргонавтів у викладі Гая Валерія Флакка, який обробив і переклав латинською мовою грецьку поему «Аргонавтика» Аполлонія Родоського. Станом на 2018 рік на Фебі найменовано одну область та 24 кратери. Область називається областю Лето (Leto Regio) на честь Лето — дочки титаніди Феби, ім'я якої має супутник. Усі кратери названо іменами аргонавтів, а ім'я їх ватажка Ясона дісталося найбільшому — 100-кілометровому — кратеру.

### Супутники Урана
Супутники Урана носять імена людей та духів з творів Вільяма Шекспіра та Александра Поупа, і це стало основою для номенклатури деталей їх поверхні. Ці деталі називають іменами, взятими з творів згаданих авторів, або іменами духів певних типів. Станом на 2018 рік найменовані деталі рельєфу мають 6 супутників Урана: Пак, Міранда, Аріель, Умбріель, Титанія та Оберон.

#### Пак
Пак названо на честь пустотливого лісового духа Пака, і деталі його рельєфу вирішено називати іменами різновидів духів-бешкетників з вірувань різних народів. Станом на 2018 рік на цьому супутнику найменовано 3 кратери — Bogle, Butz та Lob на честь шотландського, німецького та британського виду таких духів.

#### Міранда

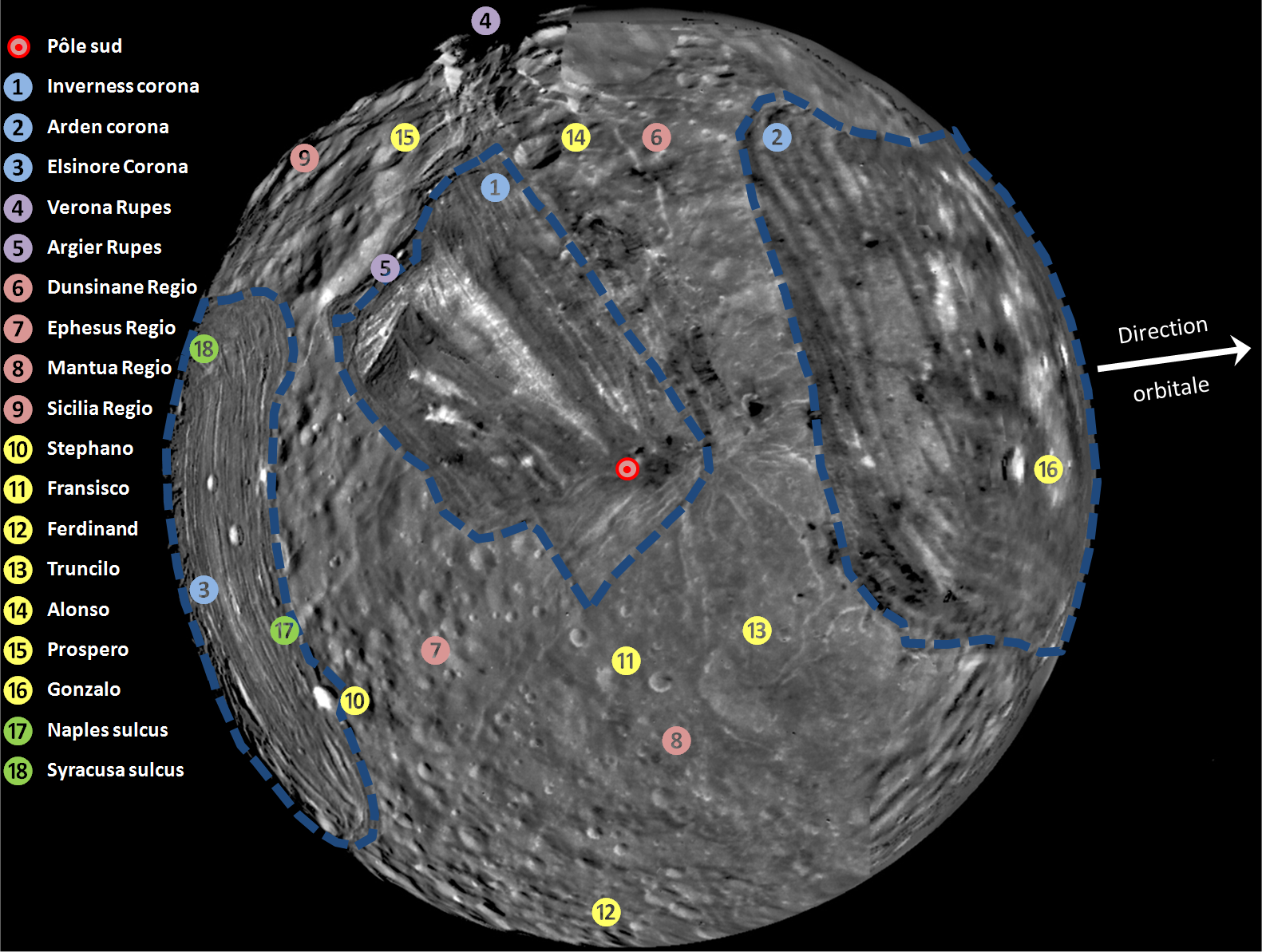
Карта Міранди

Міранда має ім'я героїні п'єси Шекспіра «Буря», і всі назви деталей її поверхні взято з творів цього драматурга. Як і зазвичай, кратери названо іменами діючих осіб, а інші деталі рельєфу — іменами географічних об'єктів. Станом на 2018 рік на Міранді найменовано 7 кратерів, 4 області, 2 уступи, 3 корони (вінці, coronae) та 2 «зморшки» (sulci).

#### Аріель
Аріель завдяки своїй яскравості має ім'я доброго, світлого духа повітря, що фігурує у «Бурі» Шекспіра та в «Викраденні локону» Поупа. Тому деталі рельєфу цього супутника називають іменами добрих духів з фольклору та художніх творів. Наприклад, один з кратерів отримав назву Domovoy. Станом на 2018 рік на Аріелі названо 17 кратерів, 2 долини, 6 каньйонів та одну систему каньйонів.

#### Умбріель
Умбріель завдяки своїй тьмяності має ім'я злого, темного гнома з поеми «Викрадення локону» Поупа. Тому деталі рельєфу цього супутника називають іменами злих духів з фольклору різних народів. Наприклад, один з кратерів отримав назву Zlyden. Станом на 2018 рік на Умбріелі названо 13 кратерів.

#### Титанія
Титанія має ім'я королеви фей з комедії Шекспіра «Сон літньої ночі». Її кратери називають іменами жіночих персонажів різних творів Шекспіра, а інші деталі рельєфу — іменами географічних об'єктів, що згадуються в цих творах. Оскільки імена головних шекспірівських героїнь вже було використано для супутників, кратерам Титанії дісталися в основному імена другорядних дійових осіб. Станом на 2018 рік на Титанії названо 15 кратерів, 1 каньйон, 1 систему каньйонів та 1 уступ.

#### Оберон
Оберон має ім'я короля фей з комедії Шекспіра «Сон літньої ночі». Його кратери називають іменами чоловічих персонажів трагедій Шекспіра, а інші деталі рельєфу — іменами географічних об'єктів, що згадуються в цих творах. Станом на 2018 рік на Обероні названо 9 кратерів та 1 каньйон.

### Супутники Нептуна
Станом на 2018 рік найменовані деталі поверхні мають два супутники Нептуна — Протей та Тритон. Детальних знімків інших супутників поки нема, але для них вже визначені джерела номенклатури. Деталям поверхні Нереїди будуть давати імена окремих нереїд, а об'єктам на дрібних супутниках — імена богів та богинь, пов'язаних з Нептуном (Посейдоном), або різних міфічних водних істот.

#### Протей
Деталі рельєфу Протея вирішено називати іменами водних духів, богів або богинь з різних міфологій, крім грецької та римської. Однак єдиний (на 2018 рік) найменований об'єкт на Протеї — кратер Фарос — має ім'я рідного острова грецького божества Протея.

#### Тритон
Деталі поверхні Тритона вирішено називати іменами, пов'язаними з водою, крім грецьких та римських. Це можуть бути імена водних духів, джерел, гейзерів, островів тощо. Наприклад, на карті Тритона можна знайти кратер Vodyanoy та групу темних плям Kikimora Maculae. Станом на 2018 рік на Тритоні найменовано 61 об'єкт: 9 кратерів, 2 ланцюжки, 10 котловин, 1 систему гряд, 1 борозну та 2 їх системи, 3 макули та 4 їх групи, 5 патер, 4 рівнини, 3 плато, 2 плюми (кріовулкани), 3 області та 12 систем «зморшок» (sulci).

### Плутон
Перші детальні знімки Плутона отримала автоматична станція New Horizons 2015 року. Деталі його поверхні називають іменами підземного світу й пов'язаних із ним персонажів міфів різних народів; письменників, інженерів та вчених, робота яких має стосунок до Плутона чи інших об'єктів пояса Койпера; видатних дослідників Землі та космосу, а також космічних місій, що були «першопрохідцями» в своїй галузі.

### Супутники Плутона
Назви деталей поверхні Харона вирішено брати з міфів та художньої літератури про космічні та інші дослідження та мандри. Деталі поверхні Стікса отримуватимуть імена річкових богів, Нікти — богів ночі, Кербера — собак із міфів, літератури та історії, Гідри — драконів та вигаданих змій.